# Sécurité civile en France
La Sécurité civile en France a pour objet la prévention des risques de toute nature, l'information et l'alerte des populations ainsi que la protection des personnes, des animaux, des biens et de l'environnement contre les accidents, les sinistres et les catastrophes, par la préparation et la mise en œuvre de mesures et de moyens appropriés relevant de l'État, des collectivités territoriales et des autres personnes publiques ou privées. 
L'État est garant de la cohérence de la sécurité civile à l'échelle nationale. Il en définit la doctrine et coordonne ses moyens via notamment la Direction générale de la sécurité civile et de la gestion des crises (DGSCGC).
Les missions de la Sécurité civile sont assurées principalement par les pompiers, professionnels et volontaires, des services d'incendie et de secours, par la brigade militaire de la sécurité civile (BMSC), les associations agréées de sécurité civile (AASC) ainsi que par les personnels des services de l'État qui en sont investis à titre permanent.
Concourent également à l'accomplissement des missions de la Sécurité civile, les militaires des armées et de la Gendarmerie nationale, les fonctionnaires de la Police nationale et les agents de l'État, des collectivités territoriales et des établissements et organismes publics ou privés appelés à exercer des missions se rapportant à la protection des populations ou au maintien de la continuité de la vie nationale, les membres des associations ayant la sécurité civile dans leur objet social, ainsi que les réservistes de la Sécurité civile.

## Organisation de la sécurité civile

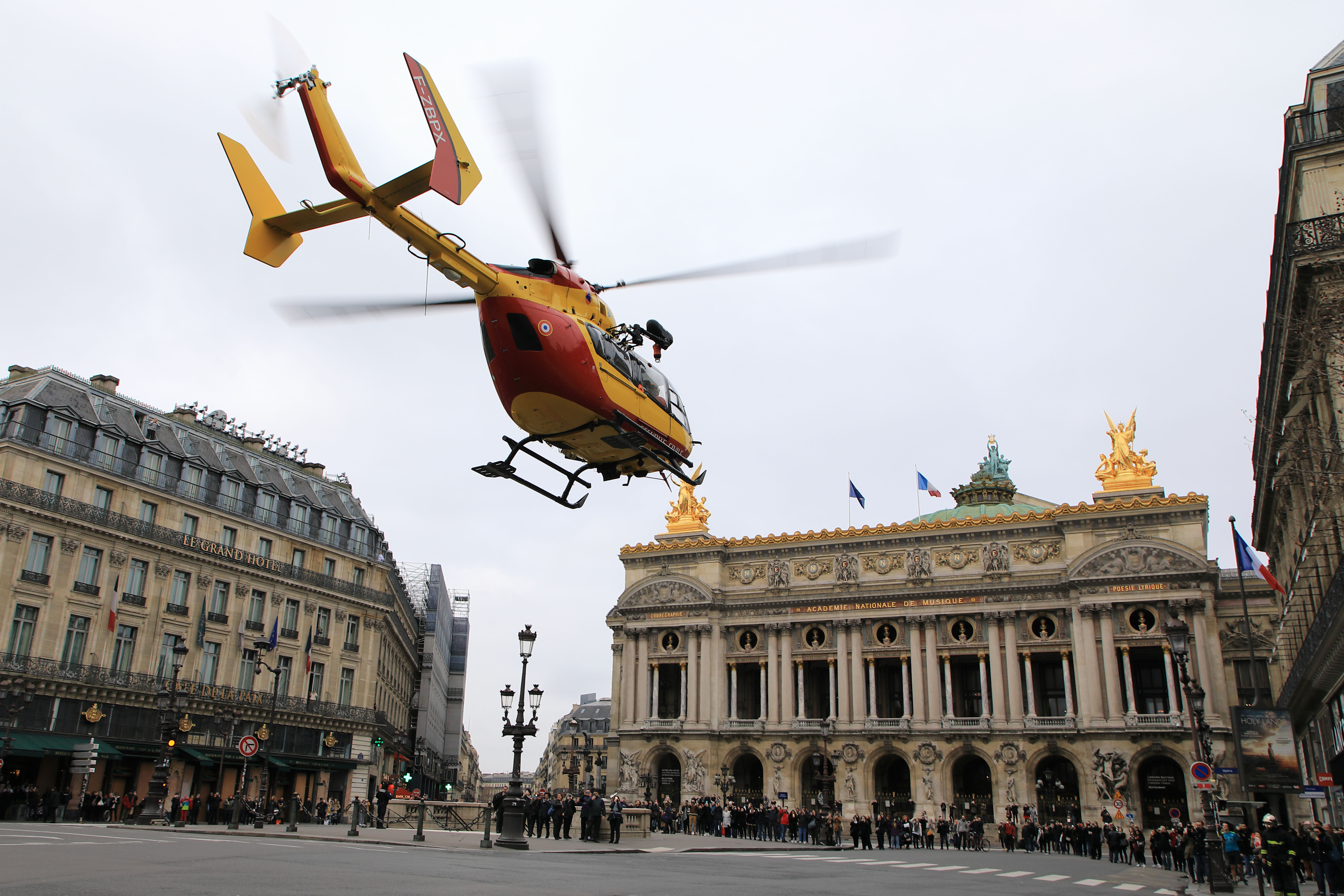
Hélicoptère EC145 de la Sécurité civile se posant place de l'Opéra après l'explosion de la rue de Trévise le 12 janvier 2019. Les hélicoptères sont très rarement autorisés à se poser dans Paris.

Au niveau central, l'administration directement chargée de la politique de sécurité civile est la direction générale de la sécurité civile et de la gestion des crises (DGSCGC).
À l'échelon territorial, les sapeurs-pompiers (volontaires ou professionnels) sont rattachés aux services départementaux d'incendie et de secours (SDIS), qui sont des établissements publics autonomes à l'échelle du département.

### Direction générale de la sécurité civile et de la gestion des crises
La Direction générale de la sécurité civile et de la gestion des crises (DGSCGC), rattachée au ministère de l'Intérieur, est la structure centrale responsable de la gestion des risques à l'échelon national, qu'il s'agisse des accidents de la vie courante ou des catastrophes naturelles ou technologiques majeures. Son organisation et ses attributions sont définies par l'arrêté du 6 avril 2021. 
Créée le 7 septembre 2011, elle succède : 

Logo du SNPC

- au service national de protection civile (SNPC) créé en 1951 ;
- à la direction de la sécurité civile (DSC) créée le 23 juillet 1975[5] ;
- à la direction de la défense et de la sécurité civiles (DDSC) créée le 2 octobre 1985[6] ;
- à la direction de la sécurité civile (DSC) créée le 28 novembre 1986[7](après la catastrophe de Tchernobyl) ;
- à la direction de la défense et de la sécurité civiles (DDSC) créée le 6 novembre 1997[8],[9].

La DGSCGC comprend plusieurs services :
- la direction des sapeurs-pompiers ;
- la sous-direction des moyens nationaux ;
- la sous-direction de la préparation, de l'anticipation et de la gestion des crises ;
- la sous-direction des affaires internationales, des ressources et de la stratégie.

Elle dispose également :
- d'un état-major de la sécurité civile ;
- de l'inspection générale de la sécurité civile.

Placée sous l'autorité d'un préfet, la DGSCGC emploie environ 3 000 personnels civils et militaires répartis sur 80 sites dont le siège se situe Place Beauvau à Paris et sur le site de Garance situé au 18 rue des Pyrénées dans le 20ème arrondissement.
À partir du 1er janvier 2014, le service de l'achat, des équipements et de la logistique de la Sécurité intérieure (SAELSI), commun à la DGSCGC, à la direction générale de la Gendarmerie nationale et à la direction générale de la Police nationale assure pour les trois directions générales les missions d'achat et de gestion des stocks de matériels. En 2019, ce service devient le service de l'achat, de l'innovation et de la logistique du ministère de l'Intérieur (SAILMI) : il poursuit cette mission tout en travaillant pour toutes les directions générales et tous les services du ministère.
La DGSCGC a également sous sa tutelle l'École nationale supérieure des officiers de sapeurs-pompiers (ENSOSP) et l'Agence du numérique de la sécurité civile (ANSC).

#### Historique des directeurs généraux
- 1975 - 1981 : Christian Gérondeau
- 1982 - 1985 : Henri Rouanet
- 1985 - 1986 : Jacques Dewatre
- 1986 - 1987 : Jean Paul Proust
- 1987 - 1989 : Philippe Deslandes
- 1989 - 1990 : Hubert Fournier
- 1990 - 1993 : Joël Lebeschu
- 1993 - 1996 : Daniel Canépa
- 1996 - 1997 : Jean-François Denis
- 1997 - 1999 : Jean Dussourd
- 1999 - 2003 : Michel Sappin
- 2003 - 2006 : Christian de Lavernée
- 2006 - 2008 : Henri Masse
- 2008 - 2011 :  Alain Perret
- 2011 - 2013 : Jean-Paul Kihl
- 2013 - 2014 : Michel Papaud
- 2014 - 2017 : Laurent Prévost
- 2017 - 2019 : Jacques Witkowski
- 2019 - 2023 : Alain Thirion
- Depuis le 10 juillet 2023 : Julien Marion[11]

#### Inspection générale de la sécurité civile

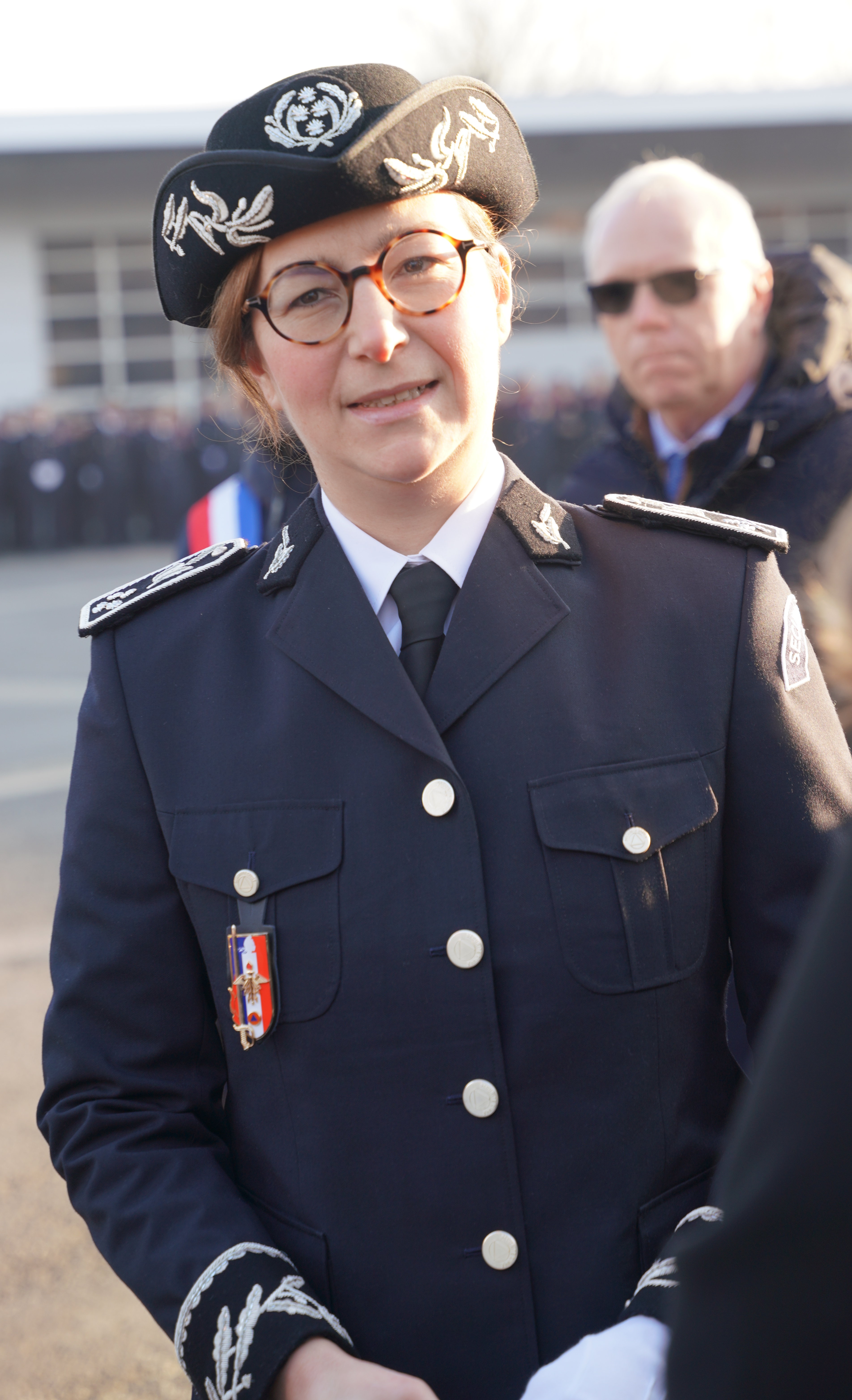
Cheffe de service de la DGSCGC.

Les missions exercées par l'inspection générale de la sécurité civile (IGSC) sont de plusieurs ordres :
- évaluation périodique et inspection technique des services d'incendie et de secours ;
- mission de prévention des accidents et enquêtes ;
- conseil ou appui aux SDIS et aux autres services de la Sécurité civile ;
- missions d'enquête et de contrôle dans le domaine de la sécurité des acteurs de la Sécurité civile ;
- évaluation des directeurs et directeurs-adjoints des SDIS ;
- concours à l'accomplissement des missions de l'Inspection générale de l'administration (IGA), en matière de sécurité civile.

On trouve, dans l'inspection générale de la Sécurité civile, le bureau prévention des accidents et enquêtes (BPAE), qui est chargé de collecter et de rassembler des informations sur la nature des accidents, ainsi que de mettre en place une doctrine d'emploi pour en limiter le nombre.

#### État-major de la sécurité civile
L'état-major de la sécurité civile (EMSC) procède 24 heures sur 24 à la veille et à la coordination opérationnelle des acteurs et moyens de la sécurité civile.
Il prépare et propose, en lien avec les sous-directions compétentes, la réponse opérationnelle, son déploiement et organise la coordination territoriale en liaison avec les zones de défense et de sécurité.
Il  assure la gestion du centre opérationnel de gestion interministérielle des crises (COGIC) et veille au bon fonctionnement de la cellule interministérielle de crise (CIC)et au bon fonctionnement de la cellule interministérielle d'information du public et d'aide aux victimes (C2IPAV).

#### Direction des sapeurs-pompiers
La direction des sapeurs-pompiers (DSP) exerce une mission générale de coordination de l'ensemble des sapeurs-pompiers, professionnels et volontaires, ainsi que des services dans lesquels ils exercent. Elle définit la doctrine générale en matière de sécurité civile, organise la formation dans ces domaines et apporte un appui technique. Elle assure la tutelle de l'École nationale supérieure des officiers de sapeurs-pompiers (ENSOSP).
Elle est chargée de la réglementation en matière de sécurité et d'incendie et de la prévention des risques courants.
Elle anime le réseau des associations agréées de sécurité civile (AASC).
Elle comprend :
- la sous-direction de la doctrine et des ressources humaines ;
- la sous-direction des services d'incendie et des acteurs du secours.

#### Sous-direction des affaires internationales, de la stratégie et des ressources
La sous-direction des affaires internationales, de la stratégie et des ressources (SDAIRS) assure :
- l'élaboration et la supervision de la mise en œuvre des programmes de coopération bilatérale et multilatérale ;
- la représentation du ministère de l'Intérieur aux groupes de Sécurité civile du Conseil et de la Commission européenne, ainsi que dans les instances issues des accords particuliers de l'Union européenne ;
- la représentation de la France auprès des organisations internationales (Organisation des Nations unies (ONU) et Organisation du traité de l'Atlantique nord (OTAN) ;
- les relations avec les entreprises concernées par l'action internationale de la DGSCGC ;
- la promotion du savoir-faire français en matière de sécurité civile ;
- le suivi des questions budgétaires de la direction générale ;
- la stratégie et la prospective en matière de sécurité civile.

Les interlocuteurs privilégiés de la sous-direction sont en interne :
- tous les services de la DGSCGC ;
- la délégation aux affaires internationales et européennes qui coordonne les actions internationales à caractère bilatéral ou multilatéral mises en œuvre par les directions et services du ministère de l’Intérieur ;
- le ministère des Affaires étrangères ;
- les ambassades.

La sous-direction compte près d'une quinzaine d'agents répartis sur deux sites : le pôle d'Aix-les-Milles et le pôle de l'immeuble Le Garance situé rue des Pyrénées dans le 20e arrondissement de Paris. Si le premier suit plus particulièrement les relations avec les pays méditerranéens et d'Afrique dans le cadre de différents programmes, le second s'est lui principalement spécialisé dans la coopération institutionnelle (UE, ONU et OTAN) mais aussi le suivi des accords bilatéraux et les relations avec les pays occidentaux, d'Amérique latine, d'Amérique du Nord et d'Asie.
Bien que la maitrise des risques industriels (MRI) bénéficie du caractère fédérateur et consensuel du thème de la Sécurité civile, elle travaille constamment au maintien des relations cordiales et fraternelles en la matière.

#### Sous-direction de la préparation, de l'anticipation et de la gestion des crises
Pour assurer la protection du territoire et des populations face aux différentes menaces et risques, la sous-direction de la préparation, de l'anticipation et de la gestion des crises (SDPAGC) est chargée de l'élaboration, de l'actualisation, de l'application territoriale et du suivi des plans en matière de sécurité civile.
Elle assure la coordination ministérielle de la planification nucléaire, radiologique, bactériologique et chimique.
Elle concourt à la politique d'information et de sensibilisation des populations aux risques et menaces, élabore et met en œuvre la doctrine de l'alerte.
Elle anime la politique nationale d'exercices et de préparation aux crises et nécessitant une réponse inter-services coordonnée et assure la formation à la gestion des risques et des crises des décideurs ministériels et territoriaux.
Elle assure la coordination et la mise en œuvre de la procédure de reconnaissance de l'état de catastrophe naturelle.

#### Sous-direction des moyens nationaux
La sous-direction des moyens nationaux (SDMN) appartient à la DGSCGC, elle-même rattachée au ministère de l’Intérieur. Elle gère les services opérationnels dont dispose le ministre de l'Intérieur pour soutenir les services territoriaux de la Sécurité civile (sapeurs-pompiers). Elle encadre aussi quatre établissements de soutien opérationnel et logistique (ESOL) basés à Méry-sur-Oise, Marseille dans le quartier de la Valentine, Jarnac et Essey-et-Maizerais, sur le site de Mort-Mare et qui constituent une arrière-garde logistique capable de répondre aux besoins particuliers des services opérationnels nationaux de la Sécurité civile.
Les services opérationnels qui relèvent de la sous-direction des moyens nationaux interviennent sur l'ensemble du territoire français et contribuent aux actions internationales de secours, notamment dans le cadre du mécanisme communautaire de coopération renforcée dans le domaine de la protection civile.
Ils comprennent différentes structures :
- le groupement des moyens aériens (GMA) ;
- le groupement des moyens nationaux terrestres (GMNT) ;
- le groupement d'intervention du déminage (GID).

##### Groupement des moyens aériens
Le groupement des moyens aériens (GMA) comprend environ 450 personnels dont 90 pilotes d'avions, 110 pilotes d'hélicoptères et autant de mécaniciens opérateurs de bord.
L'ensemble des aéronefs, hélicoptères et avions de la Sécurité civile relève du bureau des moyens aériens (BMA) de la DGSCGC et sont soumis à la direction de la sécurité aéronautique d'État en ce qui concerne la navigabilité, l'immatriculation et le contrôle.
Le bureau des moyens aériens est constitué d'un échelon central de direction et d'un échelon délocalisé de mise en œuvre et de gestion dénommé « Base de Sécurité civile de Nîmes ». Cet échelon délocalisé est composé d'un groupement d'avions , d'un groupement d’hélicoptères et de services mutualisés, placés sous l'autorité d'un chef de base.

###### Groupement d'hélicoptères de la Sécurité civile
Le Groupement d'hélicoptères de la sécurité civile (GHSC) se compose :
- d'un échelon central situé à Nîmes qui comprend une base de commandement et logistique, un centre de formation des équipages et un centre de maintenance des appareils. Cet échelon central a été baptisé le 15 septembre 2007 par Michèle Alliot-Marie, alors ministre de l'Intérieur, base lieutenant-colonel Frédéric Curie, du nom du pionnier du sauvetage héliporté en France et fondateur du groupement hélicoptères de la Sécurité civile ;
- de vingt-trois bases hélicoptères situées en métropole, Guadeloupe, Martinique, Guyane, ainsi que 5 bases d'hélicoptères en détachement saisonnier[13].

Chaque année, les hélicoptères de la Sécurité civile — appelés les « dragons » — effectuent environ 20 000 missions de secours et 25 000 treuillages.

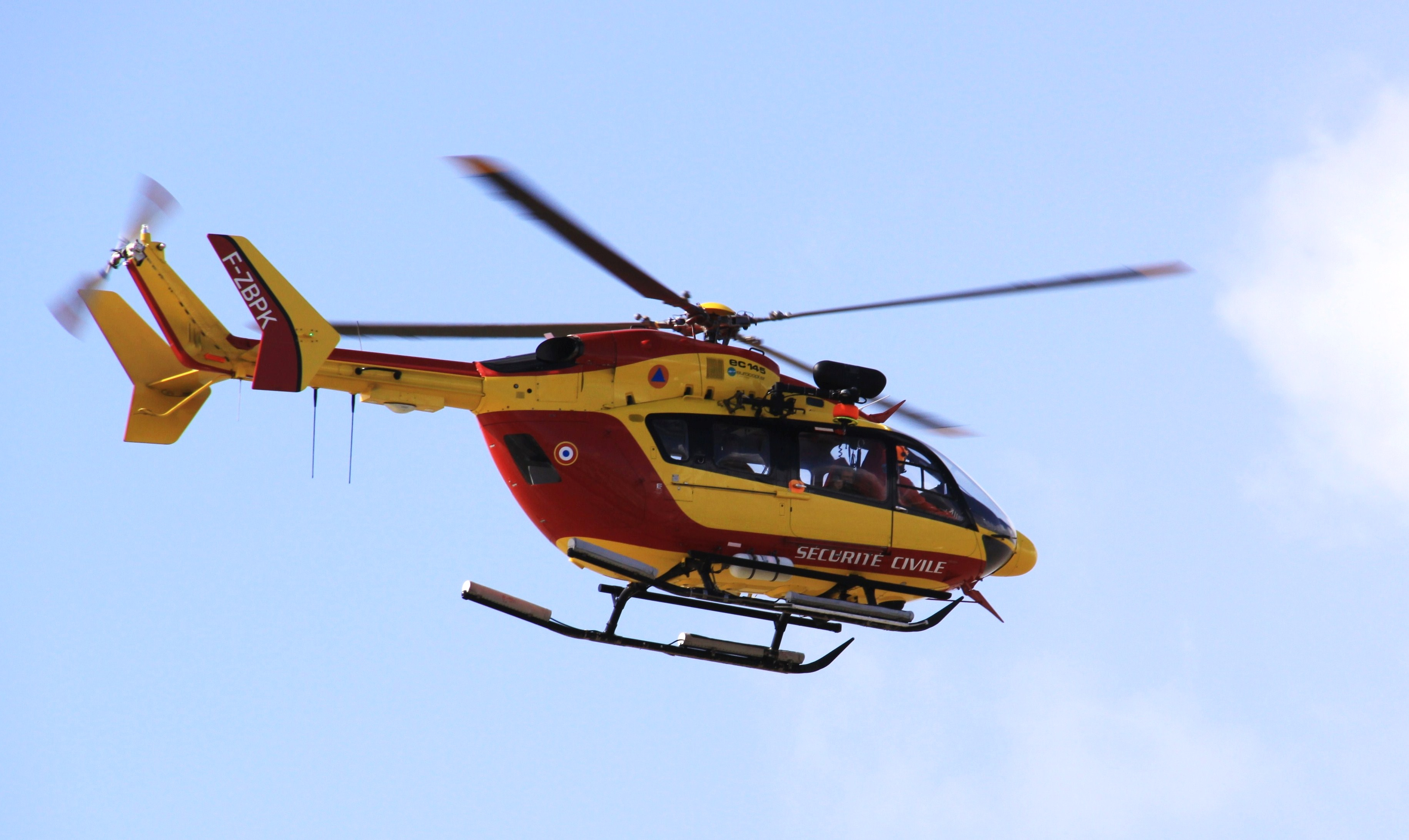
Hélicoptère Eurocopter EC 145.

En 2023, la flotte est composée de trente-sept appareils soit trente-trois hélicoptères EC145 et quatre hélicoptères H145 D3. Une commande de 36 appareils Airbus H145 est passée fin 2023 pour remplacer les trente-trois appareils EC145 de la flotte, en complément des H145 D3 déjà commandés. Les livraisons vont s'échelonner de 2024 à 2029.
Les missions des hélicoptères sont par ordre de priorité croissant :
- mise en condition du personnel et du matériel ;
- police et assistance technique ;
- lutte contre les feux de forêts et secours non urgents ;
- secours urgent et sauvetage.

Il faut cependant préciser que le secours aux personnes est toujours prioritaire.

###### Groupement d'avions de la sécurité civile
Le groupement d'avions de la Sécurité civile (GASC), était installé depuis 1963 sur l'aéroport de Marignane. L'exiguïté de cette base sur un aéroport international rendant difficile tout réaménagement du site, depuis avril 2017, le GASC a déménagé pour le site de l'ancienne base d'aéronautique navale de Nîmes-Garons dans le département du Gard.
La base d'avions, échelon délocalisé du bureau des moyens aériens, est chargée de conduire des missions de lutte aérienne contre les feux de forêts et des missions de transport de personnel ou de fret au profit du ministère de l'intérieur et des autres ministères.

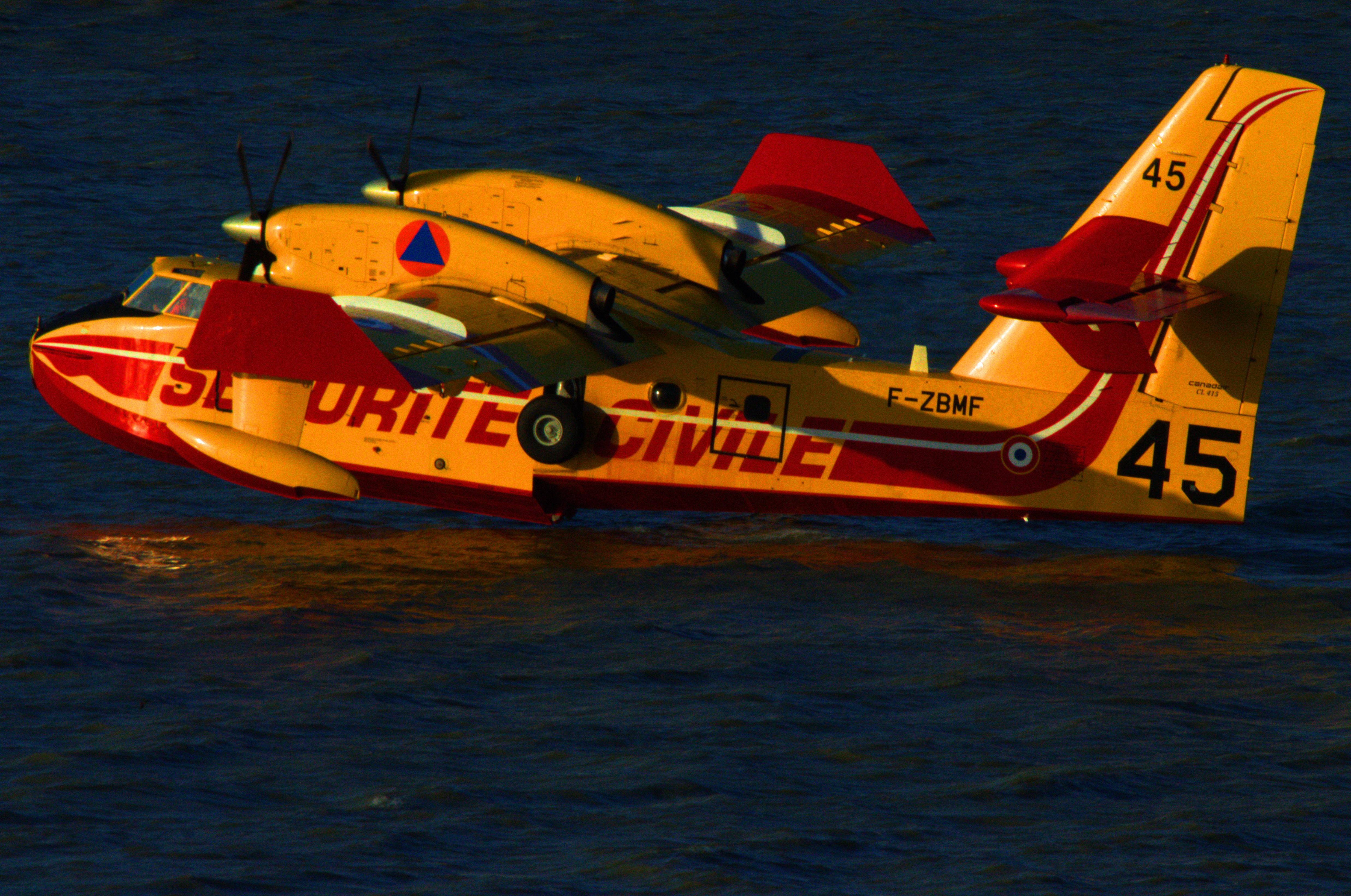
Canadair CL-415 (F-ZBMF) allant écoper au lac de Villeneuve-de-la-Raho.

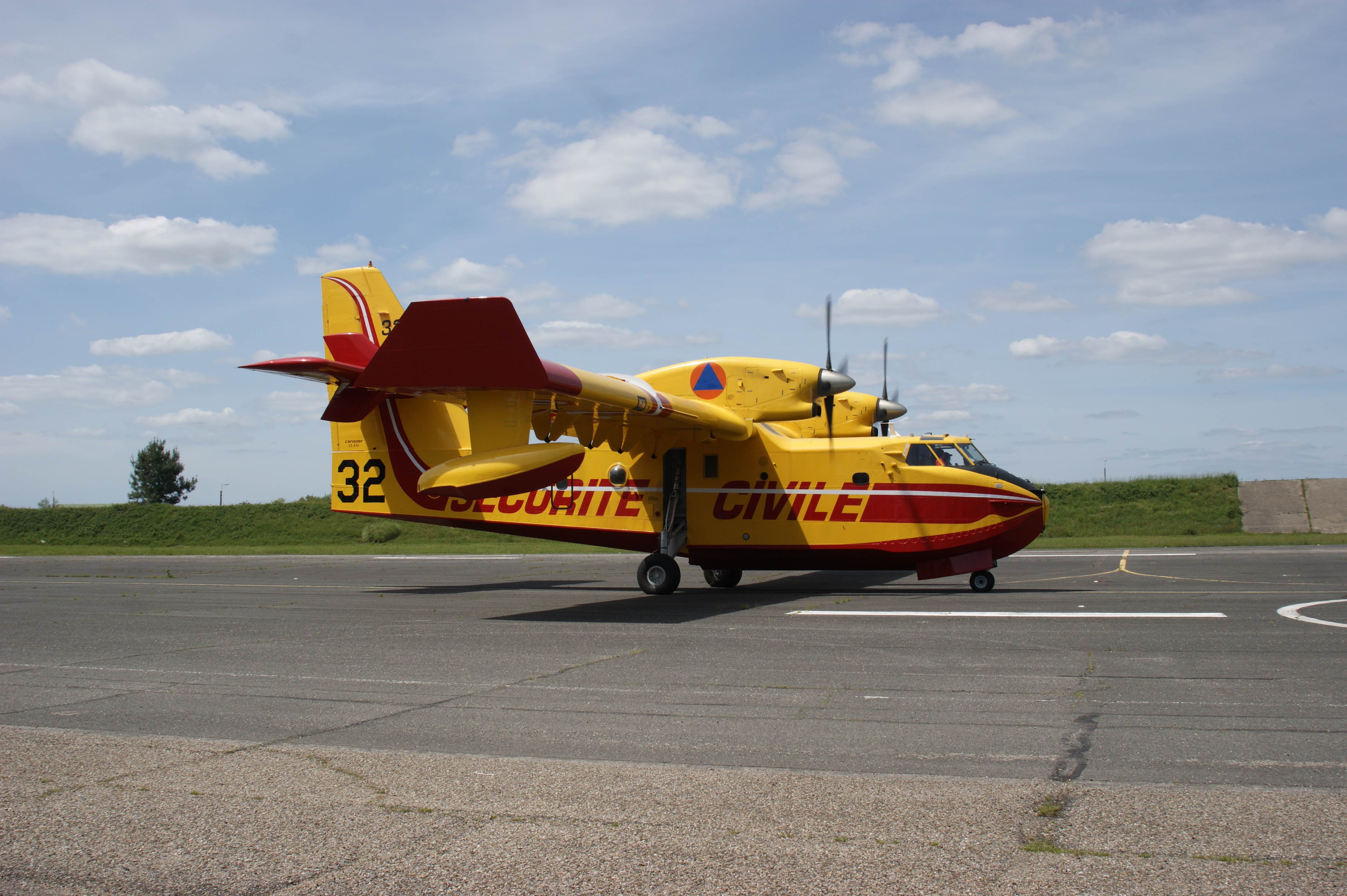
Canadair CL-415 (F-ZBFS).

Le groupement des moyens aériens de la sécurité civile disposait[Quand ?] d'une flotte de :
- 15 Canadair CL-415 (indicatif  "Pélican") dont il en reste 12 en 2025. Leur mission principale consiste à larguer de l'eau ou du produit retardant directement sur les zones en feu pour ralentir la propagation des flammes et faciliter l'intervention des équipes au sol. Ces avions sont capables de se ravitailler rapidement en eau en amerrissant sur des plans d'eau proches des sinistres, permettant une réponse rapide et efficace lors des feux de grande ampleur.

| Pélican | Immatriculation | Mise en service | Commentaire                                         |
| ------- | --------------- | --------------- | --------------------------------------------------- |
| 31      | F-ZBFP          | 1996            | Utilisé pour les essais en vol                      |
| 32      | F-ZBFS          | 1995            | Premier CL-415 construit                            |
| 33      | F-ZBFN          | 1995            |                                                     |
| 34      | F-ZBFX          | 1995            |                                                     |
| 35      | F-ZBFY          | 1996            | Endommagé au large de Porto-Vecchio, le 15 mai 2025 |
| 36      | F-ZBEO          | 1995            | Crashé en 2005, à Calvi                             |
| 37      | F-ZBFV          | 1995            |                                                     |
| 38      | F-ZBFW          | 1996            |                                                     |
| 39      | F-ZBEG          | 1996            |                                                     |
| 41      | F-ZBEZ          | 1996            | Crashé en 2004, sur le lac de Sainte-Croix          |
| 42      | F-ZBEU          | 1997            |                                                     |
| 43      | F-ZBFQ          | 1996            | Crashé en 1997, à La Ciotat                         |
| 44      | F-ZBME          | 2006            |                                                     |
| 45      | F-ZBMF          | 2006            |                                                     |
| 48      | F-ZBMG          | 2007            |                                                     |

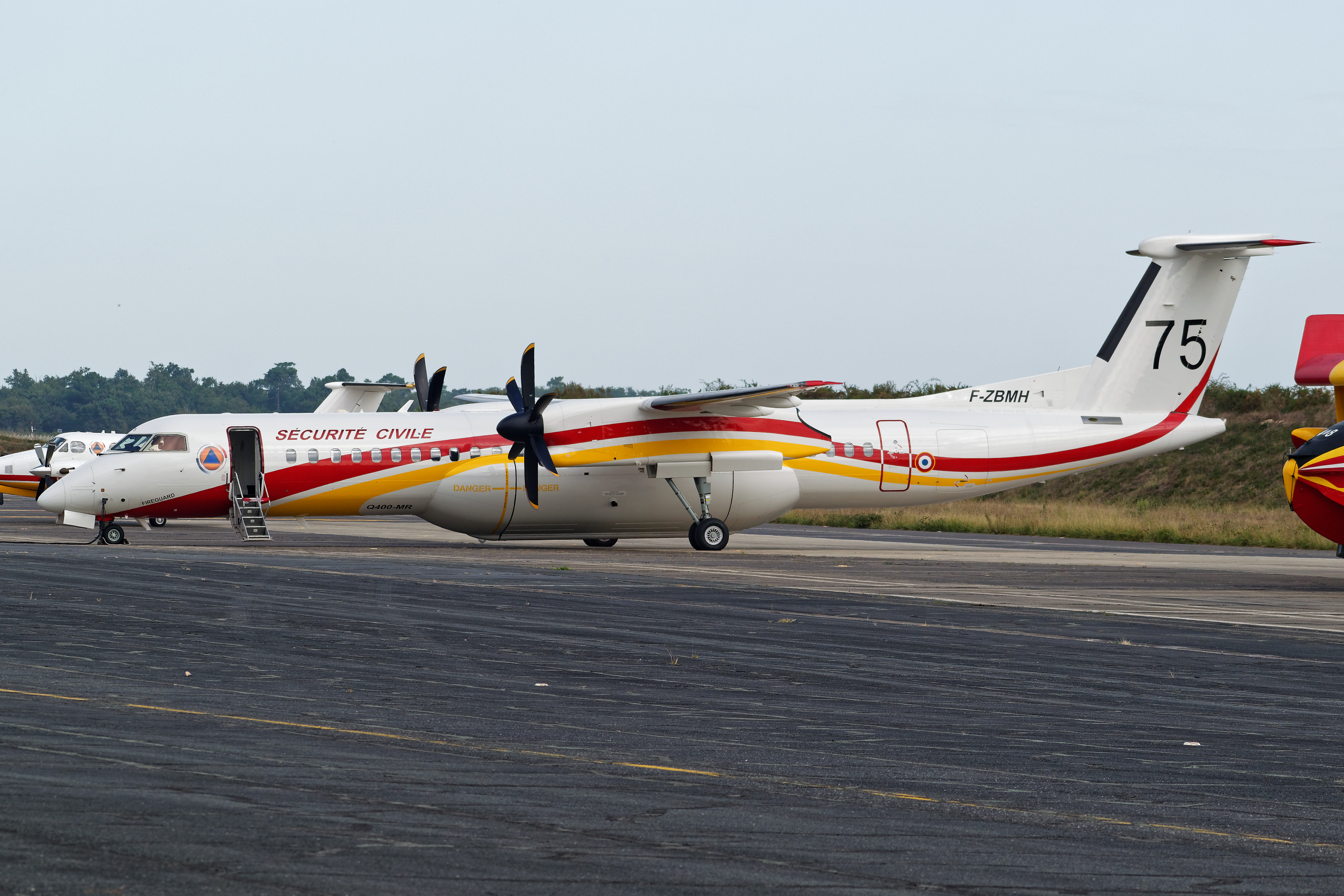
Dash Milan 75 sur l'aéroport de Bordeaux-Mérignac.

- 8 bombardiers Q400 (indicatif "Milan") : Les Dash 8 Q400-MR remplissent une mission multi-rôle essentielle. En configuration bombardier d'eau, ils larguent de l'eau ou du produit retardant pour lutter contre les incendies de forêt. Ils peuvent également être utilisés pour le transport de passagers, de fret ou de matériel médical, offrant une grande polyvalence dans les interventions d'urgence et les missions de soutien logistique. La variante "MR" ou "Multi-rôle" a été spécifiquement développée par la société canadienne Conair Group (en), experte de la lutte aérienne contre les incendies pour assurer des missions de largage d'eau et de retardant notamment par l'ajout d'une soute à eau amovible d'une capacité d'environ 10 000 litres. En 2024, les Q400-MR se sont notamment illustrés dans leur intervention humanitaire à Mayotte, suite au cyclone Chido ;
- 3 Beechcraft 200 (indicatif "Bengale") : Les Beechcraft King Air 200 assurent des missions variées, notamment la surveillance aérienne et le transport de passagers ou de fret. Leur polyvalence et leur capacité à opérer sur de courtes distances en font un outil précieux pour les interventions rapides et les missions d’observation ou de soutien logistique. Opérant à 5000 pieds, leurs caméras permettent de voir à travers les fumées pour donner une vue d'ensemble précise des points chauds[20],[21].

Plusieurs successeurs à ces appareils vieillissants se profilent en Europe et deux ont été sélectionnés par la DGSCGC :
- le KE72, non amphibie, développé par Kepplair sur une base d'ATR-72 ; les gains sur coût d'exploitation sont estimés à 40% (pour le canadair 7 808 € par heure de vol en transit et 18 000 € par heure de vol au combat du feu et pour le Dash-8 7 392 € par heure de vol. Les deux premiers appareils sont prévus pour le 2e semestre 2027 ;
- le Hynaero Frégate-F100, développé par la startup bordelaise Hynaero. C'est un avion amphibie, avec capacité d'emport de 10 tonnes et une autonomie de vol de plus de 5 heures en convoyage et 4 heures en mission feu.

##### Groupement des moyens nationaux terrestres
Le groupement des moyens nationaux terrestres (GMNT) comprend notamment les formations militaires de la sécurité civile (ForMiSC) qui sont les unités militaires de la sécurité civile (sapeurs-sauveteurs).

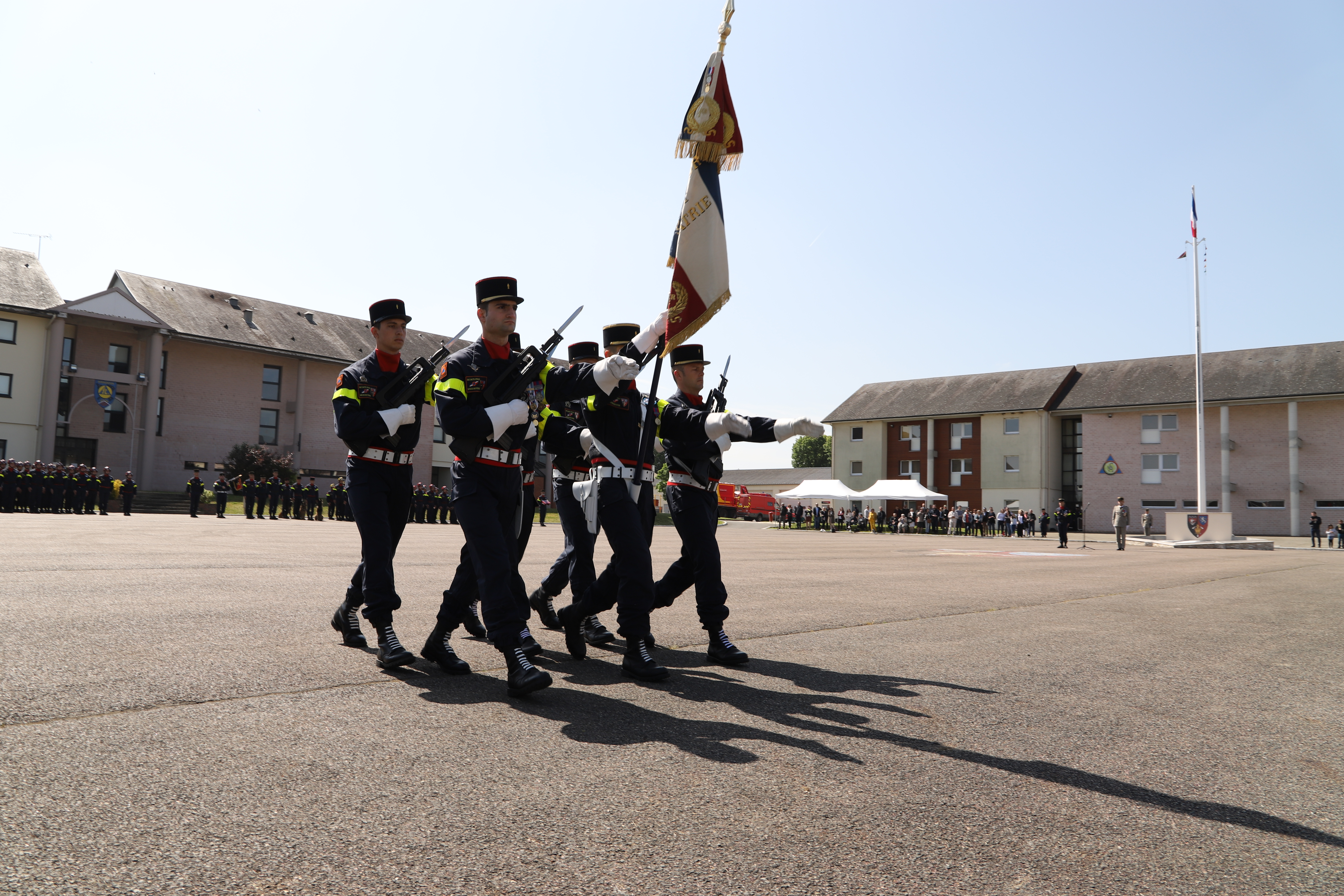
Drapeau de l'unité d'instruction et d'intervention de la Sécurité civile no 1, à Nogent-le-Rotrou.

Les sapeurs-sauveteurs de la brigade militaire de la sécurité civile (3 régiments et 1 unité) renforcent les services territoriaux lorsque les circonstances exigent un appui ou une préparation particulière face aux risques. Ces militaires, issus de l'arme du génie, interviennent en France comme à l'étranger, en temps de paix, de crise ou de guerre, sur les catastrophes naturelles (ouragans, séismes, inondations, feux de forêt, etc.), technologiques, humanitaires et sanitaires.
Commandées par un colonel de l'armée de terre commandant la brigade militaire de la sécurité civile (BMSC), les 1 400 sapeurs-sauveteurs participent également aux actions internationales de secours.
On trouve trois régiments, une unité et un état-major :
- le commandement de la brigade militaire de la sécurité civile, état-major situé dans le 20e arrondissement de Paris, dans les locaux de la DGSCGC et rattaché à la sous direction des moyens nationaux (SDMN) ;
- le 1er régiment d'instruction et d'intervention de la sécurité civile (1er RIISC), basé à Nogent-le-Rotrou ;
- le 4e régiment d'instruction et d'intervention de la sécurité civile, basé à Libourne ;
- l'unité d'instruction et d'intervention de la sécurité civile n°5 (UIISC N°5), basée à Corte ;
- le 7e régiment d'instruction et d'intervention de la sécurité civile (7e RIISC), basé à Brignoles.

##### Groupement d'intervention du déminage

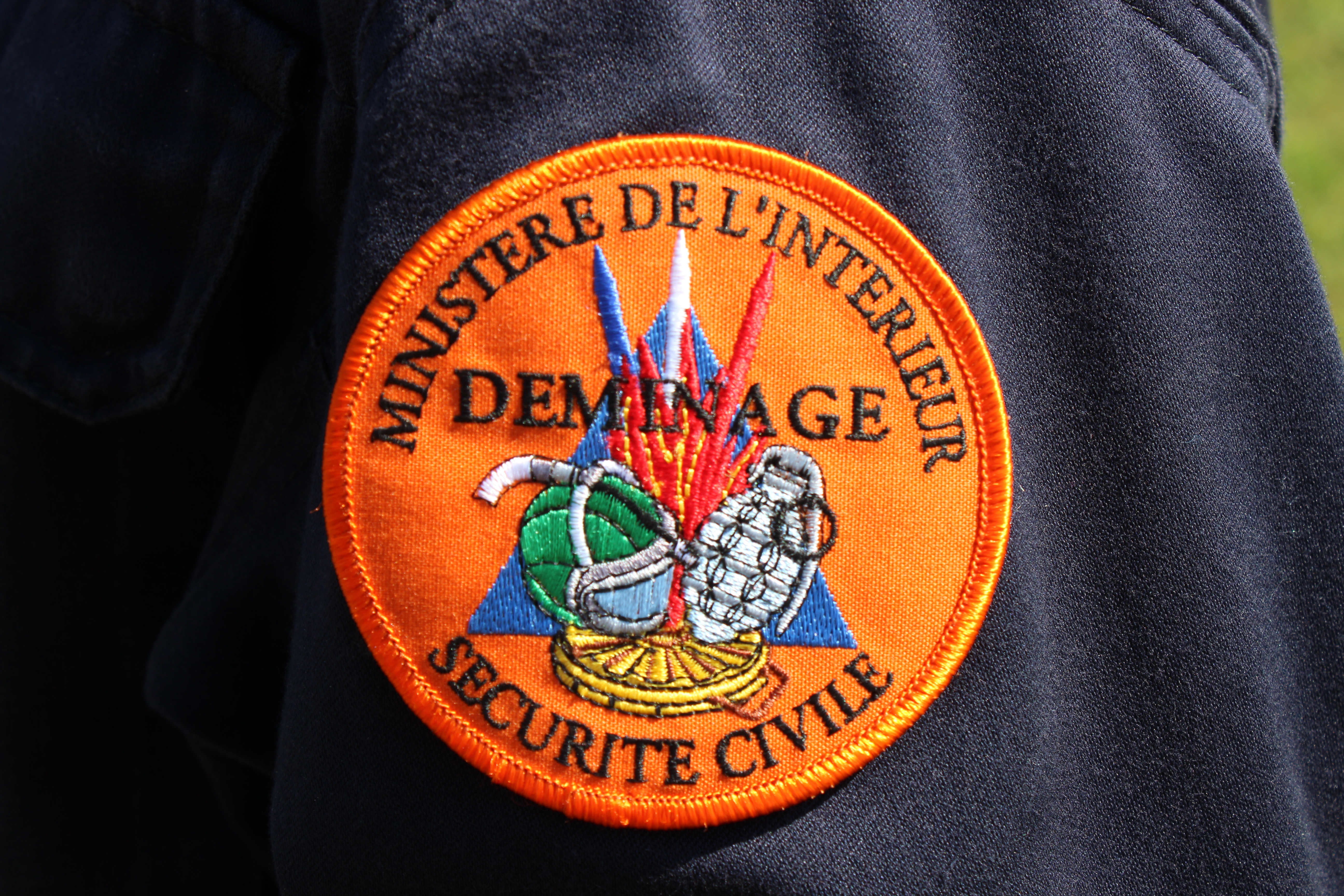
Insigne des démineurs de la Sécurité civile.

Le groupement d'intervention du déminage (GID) compte quelque 300 démineurs de la sécurité civile répartis dans vingt-sept centres de déminage et une école de déminage, (devise : « Réussir ou Périr »). Il a trois missions principales :
- la neutralisation et la destruction des munitions non explosées (encore régulièrement découvertes par les agriculteurs et forestiers ou entrepreneurs de travaux publics des anciens départements de la zone rouge (zone la plus touchée par la Première Guerre mondiale) ou des zones touchées par la Seconde Guerre mondiale ;
- la détection, la neutralisation, l’enlèvement et la destruction des munitions et des explosifs ;
- la sécurisation des voyages officiels et des grands rassemblements.

Ce travail peut se faire en collaboration avec l'armée (par exemple avec le Centre opérationnel interarmées pour la gestion des obus chimiques qui étaient stockés à Vimy dans de mauvaises conditions et qui ont été déménagés à Suippes près des silos d'anciens missiles nucléaires Hades. Dans ce cas, l'armée s'est chargée de la sécurisation du dépôt de Vimy, du transport et installation à Suippes des obus et d'une « phase de confirmation, de re-sécurisation de l'ensemble du dépôt de Suippes ».

Quelques matériels des services de déminage
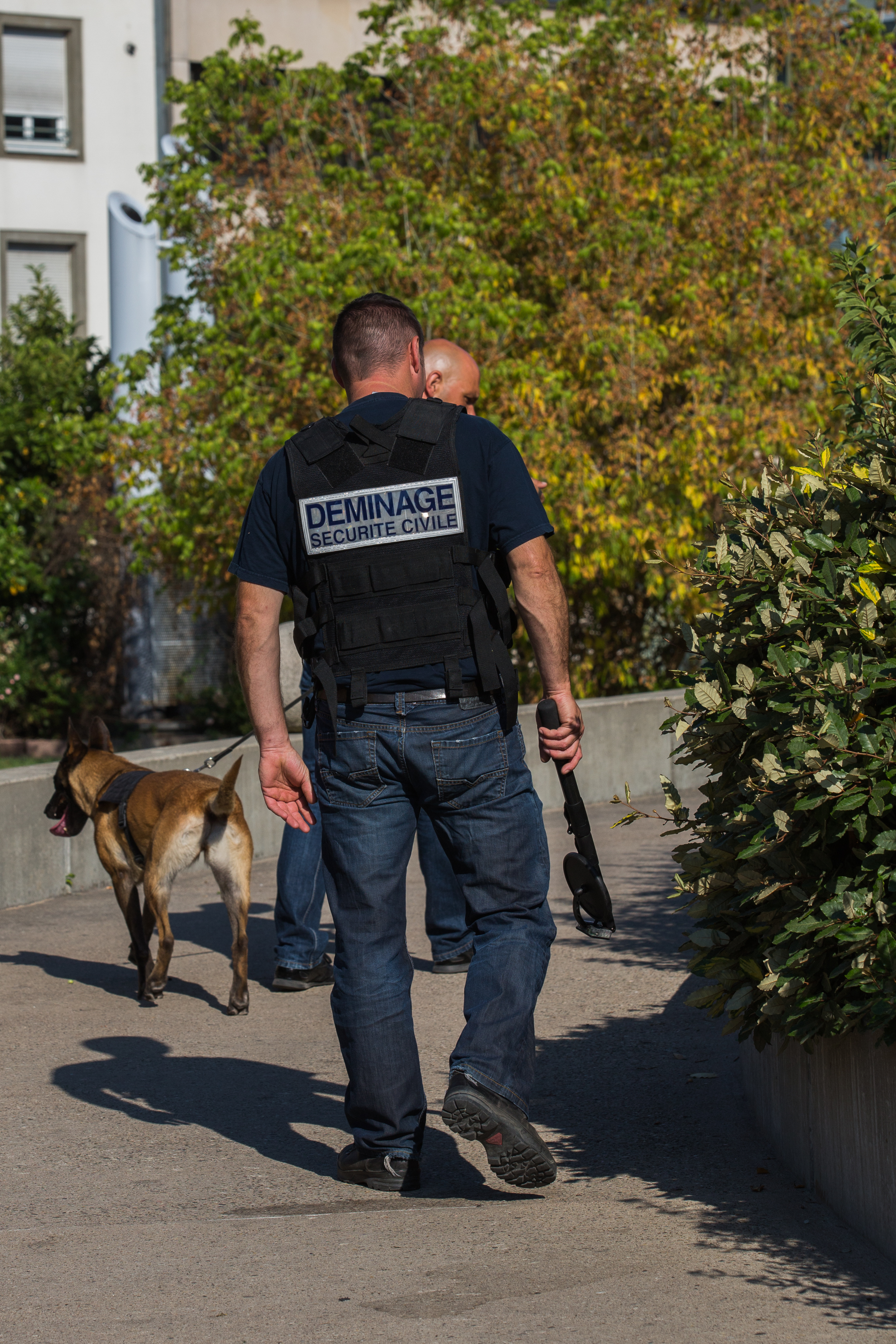
1
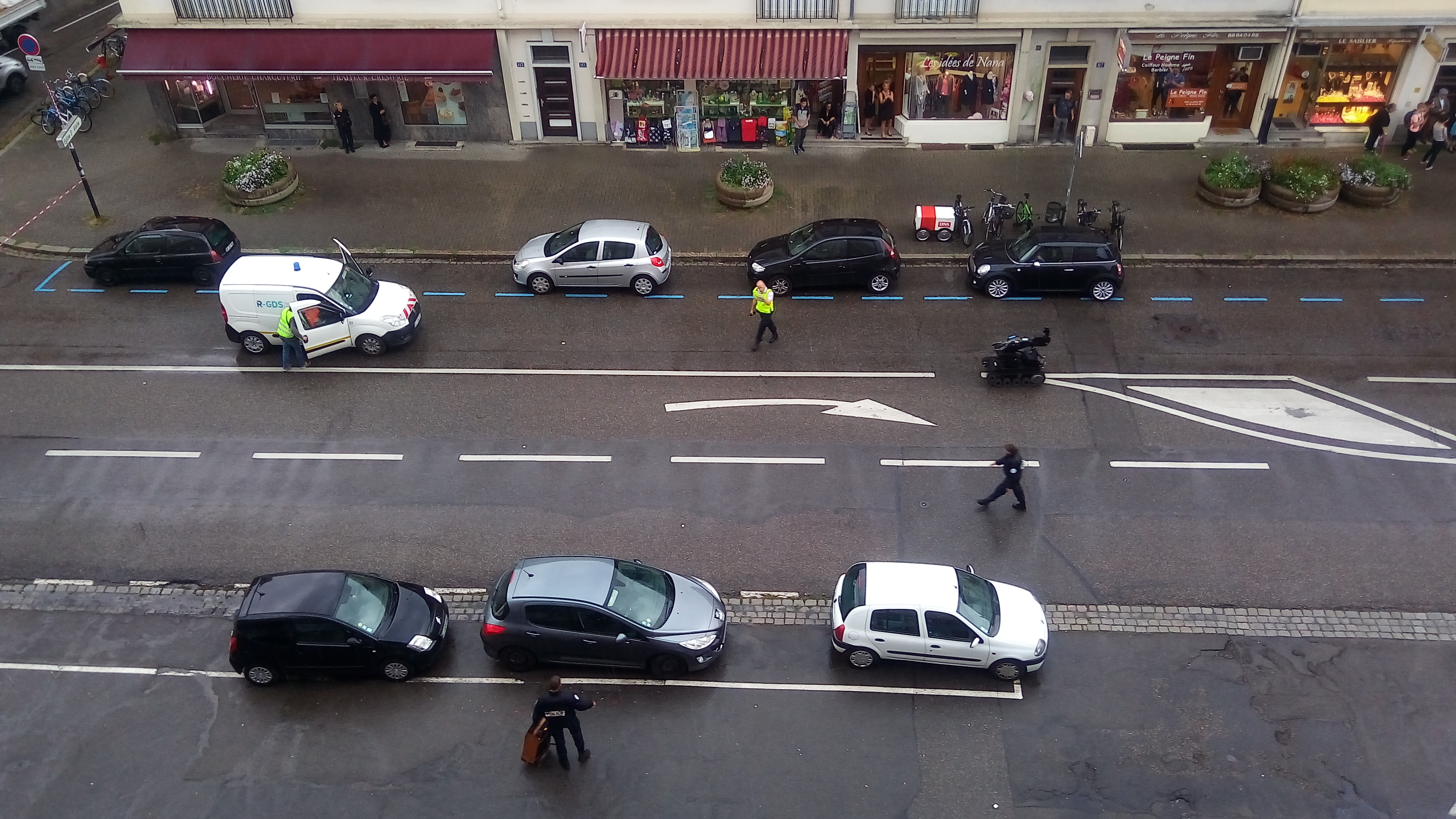
2
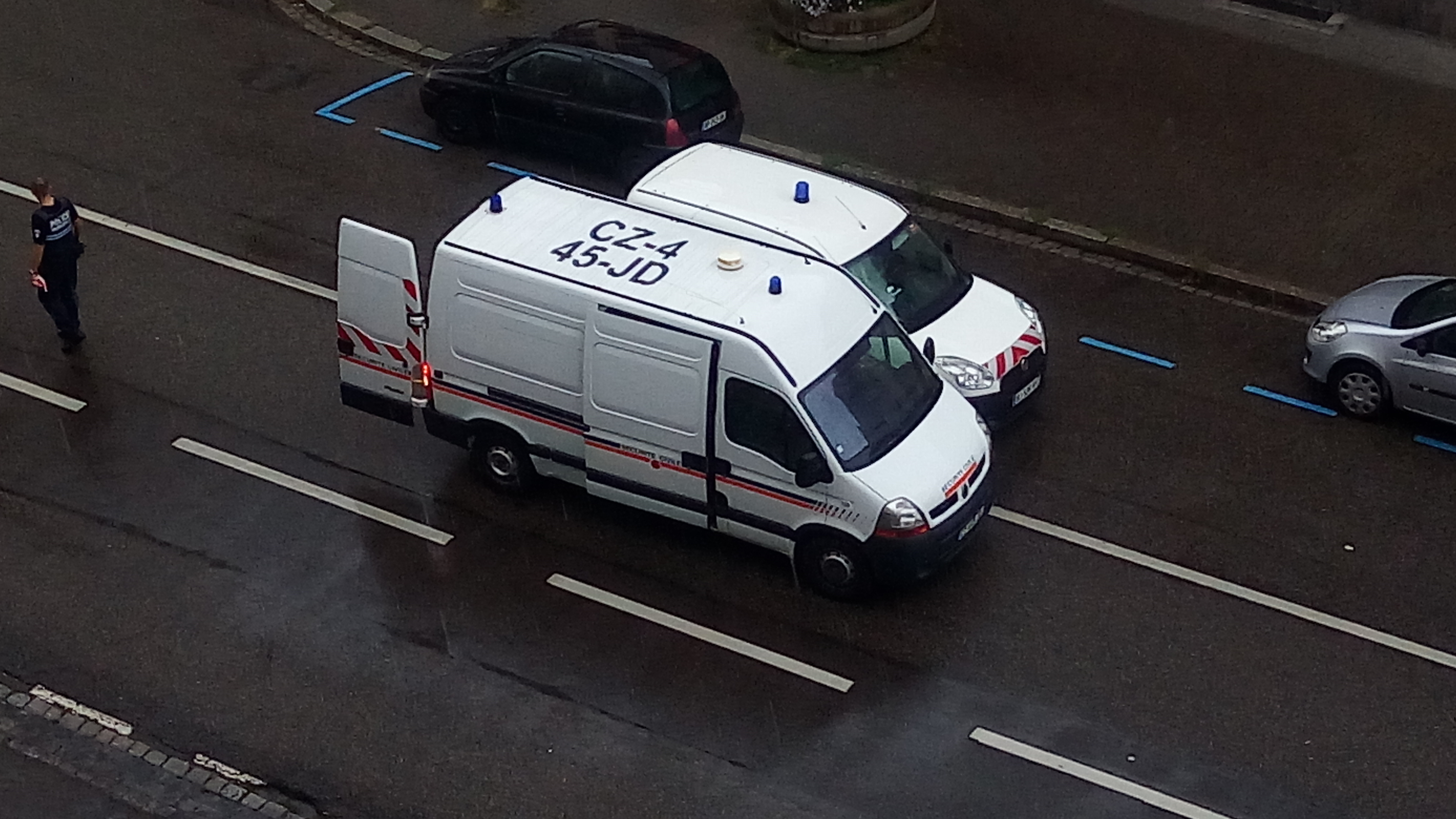
3
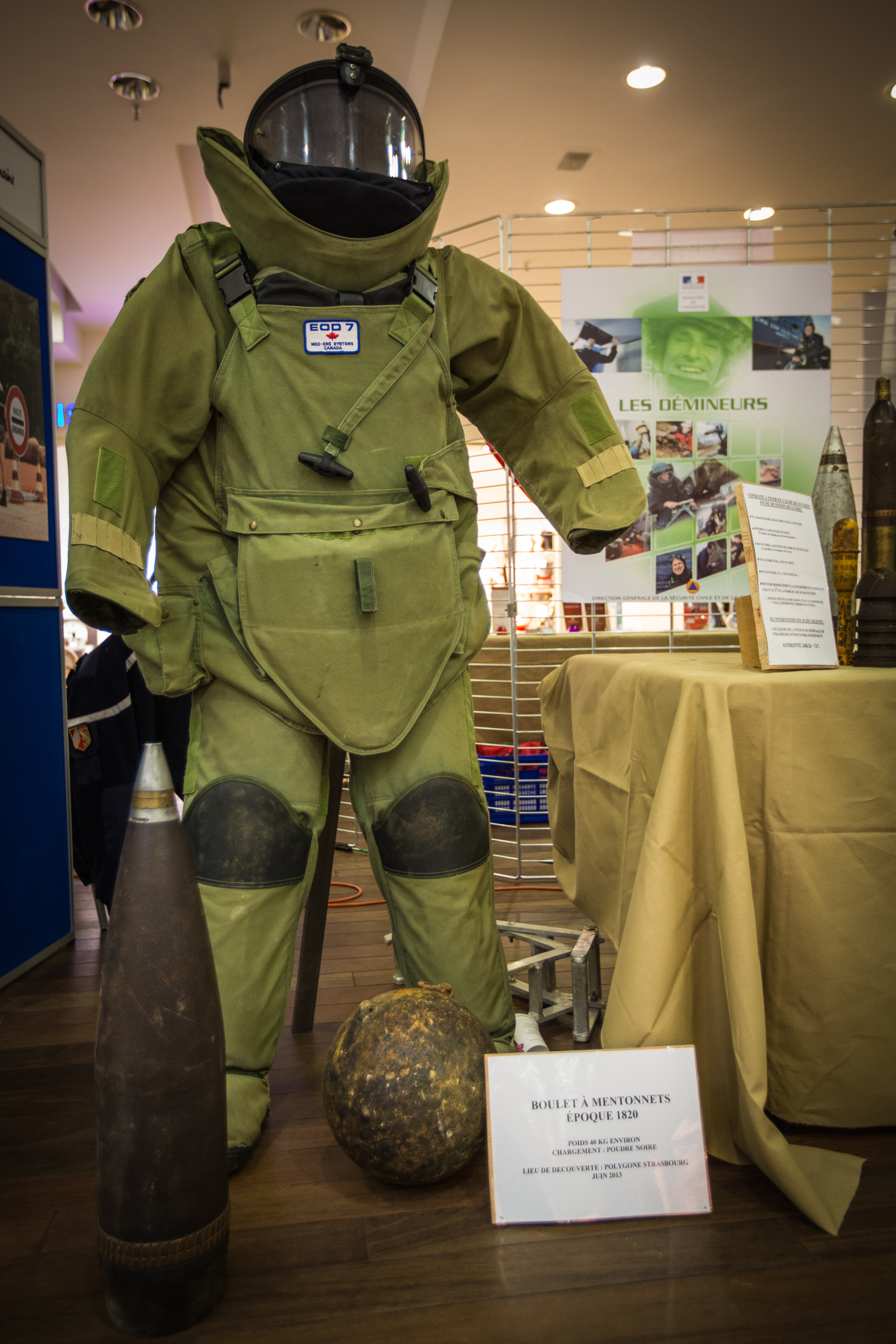
4

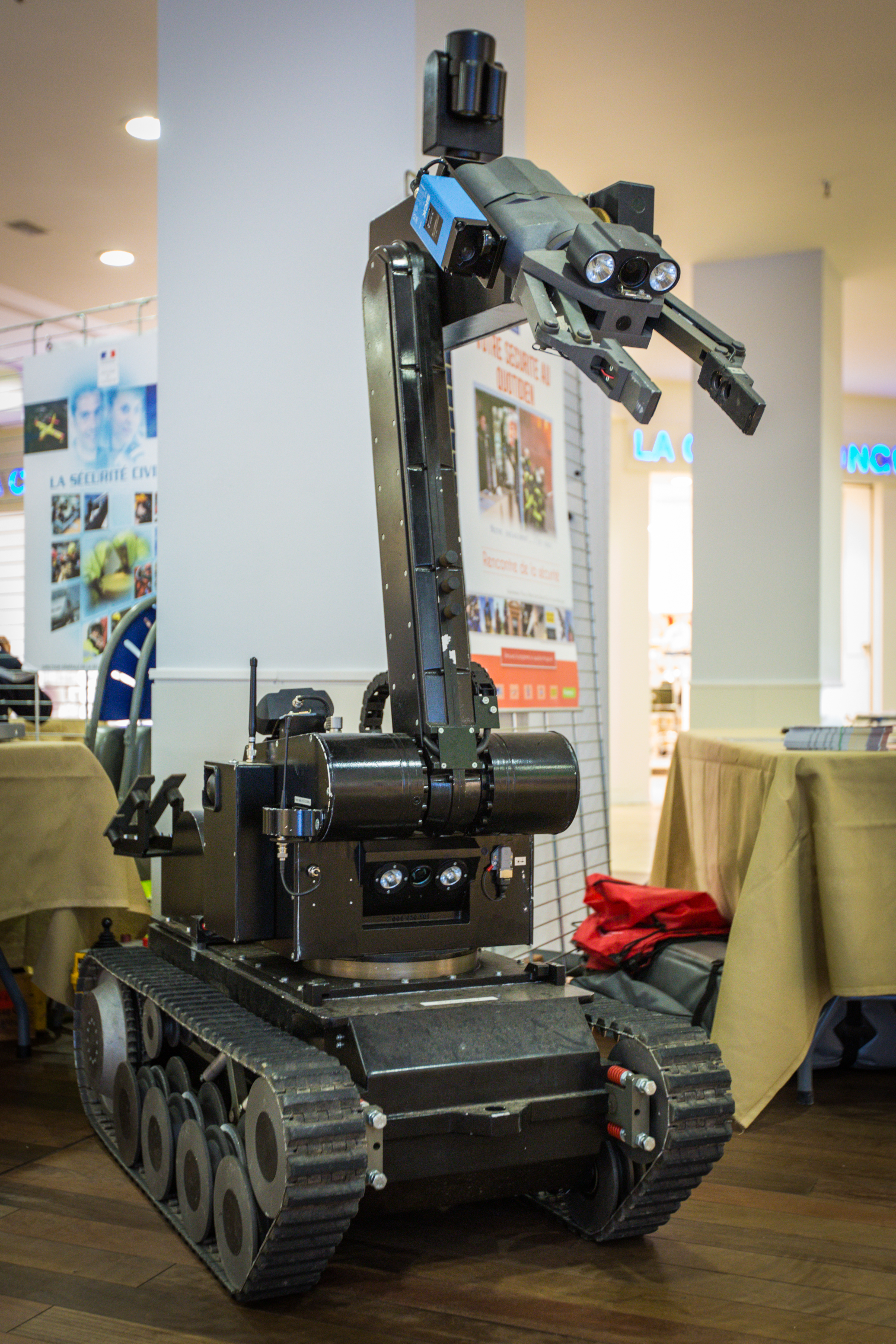
5
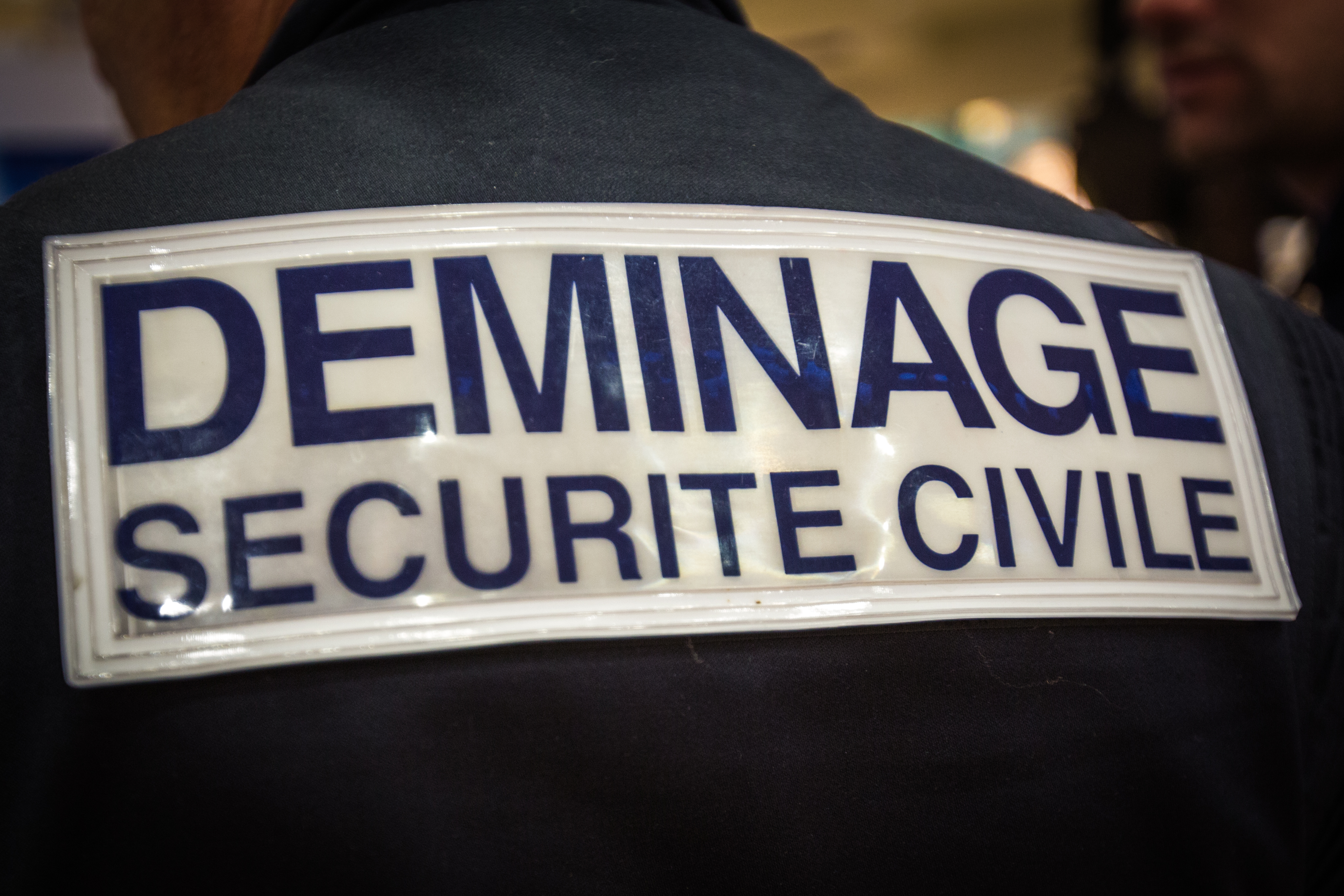
6
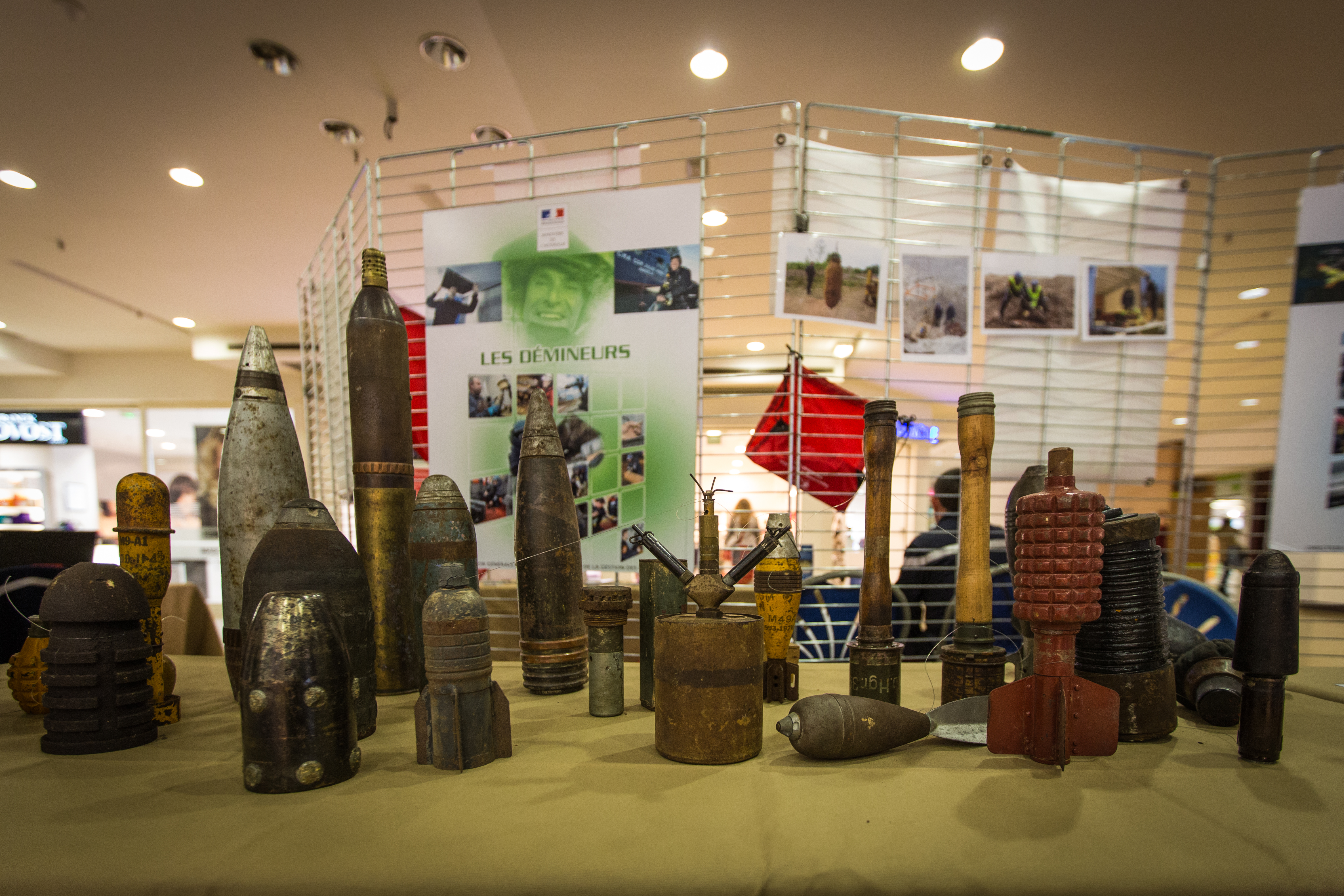
7
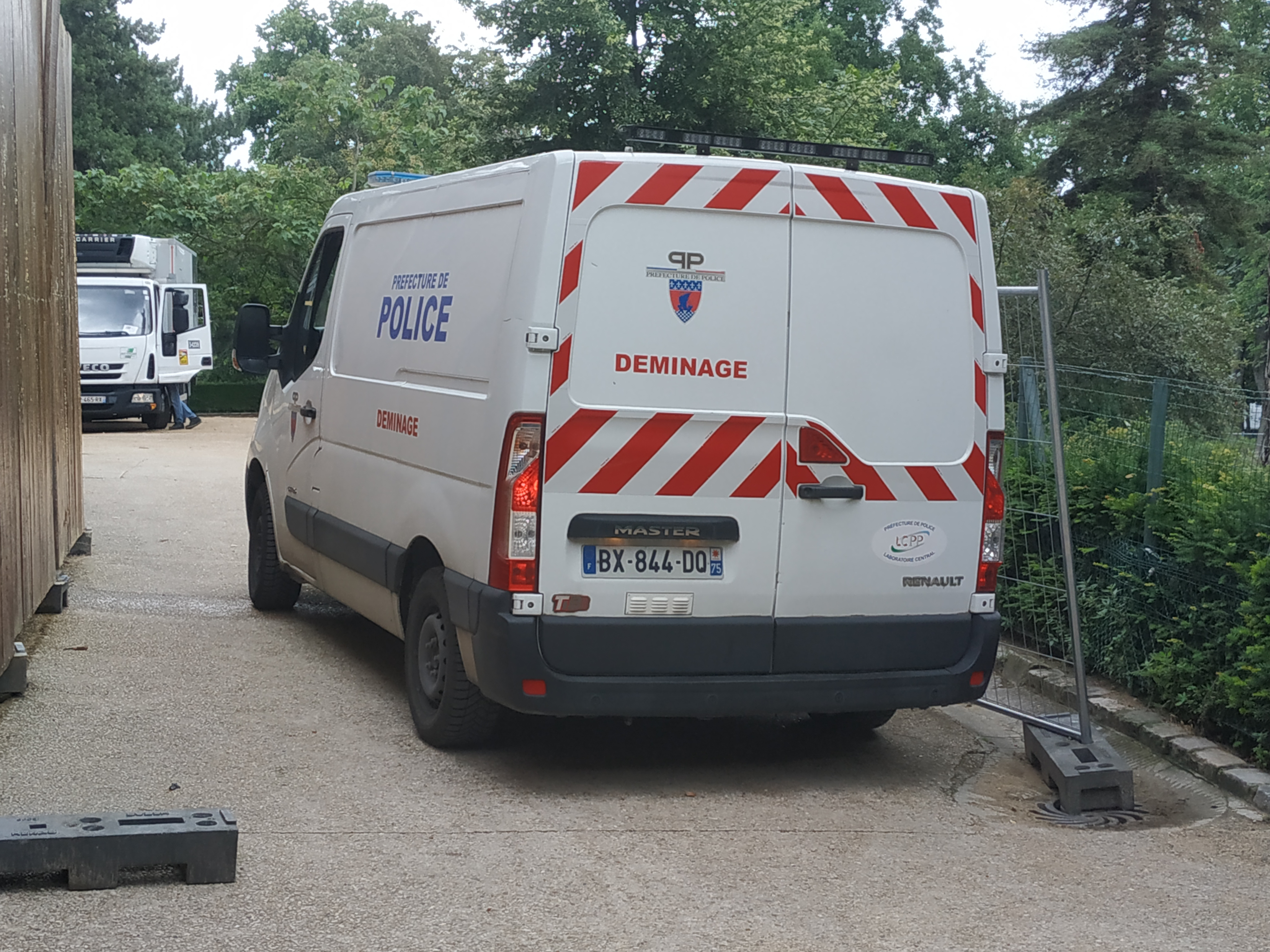
8

1. Démineurs de la Sécurité civile en mission de sécurisation à Strasbourg, juillet 2013.
2. Robot de déminage à Strasbourg, escorté par la police.
3. Véhicule du service de déminage en action à Strasbourg, 2018.
4. Combinaison EOD 7, en dotation vers 1995.
5. Robot de déminage.
6. Bandeau réfléchissant porté par les démineurs.
7. Échantillon de munitions traitées par les démineurs.
8. Véhicule du service de déminage de la préfecture de police de Paris.

### Services territoriaux

#### Services départementaux d'incendie et de secours (SDIS)
Fonctionnaires territoriaux, les pompiers professionnels sont recrutés par les services départementaux d’incendie et de secours (SDIS). Ils sont placés sous l’autorité du préfet dans le domaine opérationnel et sous l’autorité du président du conseil d’administration du SDIS (qui représente le président du conseil départemental du département) pour la gestion administrative et financière.
Les services d'incendie et de secours sont chargés de la prévention, de la protection et de la lutte contre les incendies. Ils concourent, avec les autres services et professionnels concernés, à la protection et à la lutte contre les autres accidents, sinistres et catastrophes, à l'évaluation et à la prévention des risques technologiques ou naturels ainsi qu'aux secours d'urgence.
Dans le cadre de leurs compétences, ils exercent les missions suivantes :
1. la prévention et l'évaluation des risques de sécurité civile ;
2. la préparation des mesures de sauvegarde et l'organisation des moyens de secours ;
3. la protection des personnes, des biens et de l'environnement ;
4. les secours d'urgence aux personnes victimes d'accidents, de sinistres ou de catastrophes ainsi que leur évacuation.

Chaque année, les sapeurs-pompiers réalisent plus de 4,7 millions d’interventions partout en France, soit plus de 13 000 interventions par jour.

#### Associations agréées de sécurité civile (AASC)

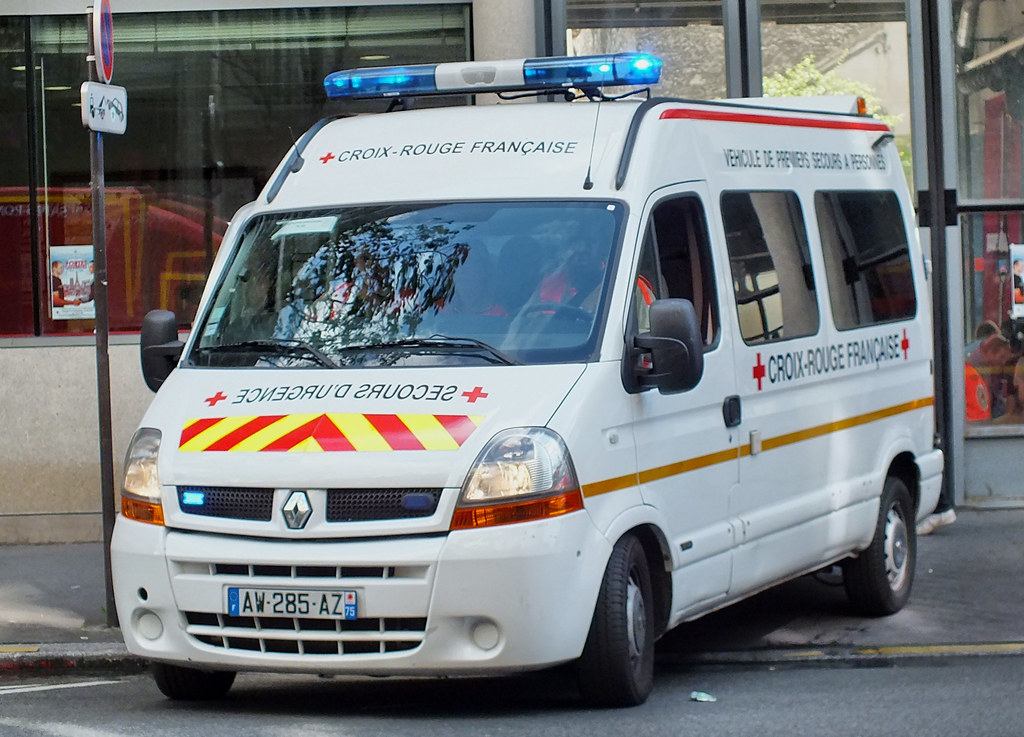
Véhicule de premiers secours à personnes de la Croix-Rouge française.

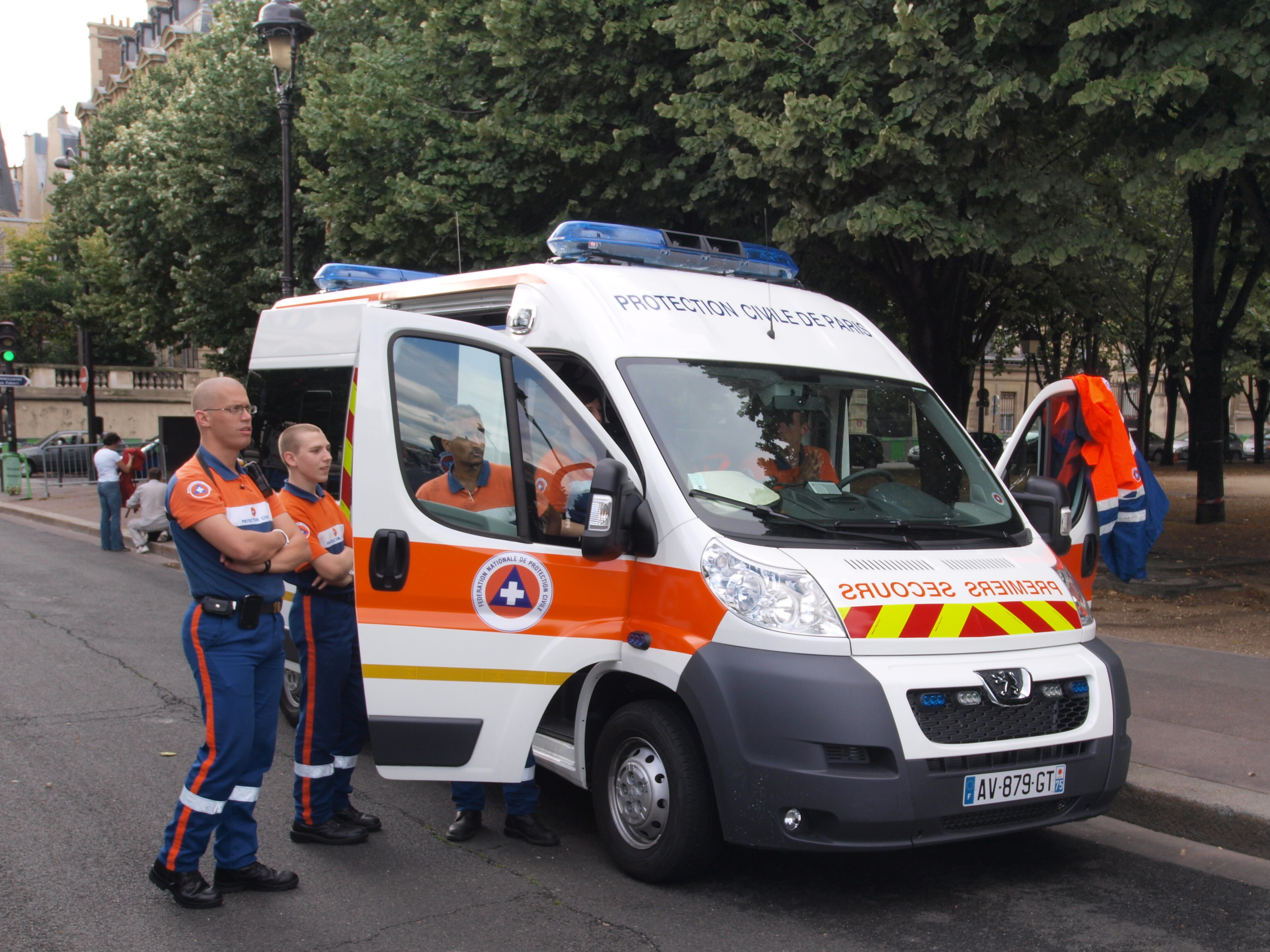
Ambulance de la Protection civile de Paris.

L'article L721-2 du code de la sécurité intérieure précise que « les bénévoles et les salariés des associations agréées de sécurité civile participent aussi à l'exercice des missions de sécurité civile ». Un agrément de sécurité civile est délivré par les préfectures (agréments départementaux) ou par le ministère de l'Intérieur (agréments nationaux ou interdépartementaux) afin de vérifier la capacité des associations qui apportent, en cas d'accident, de sinistre ou de catastrophe, une action complémentaire à celle des secours publics, ou qui montent des dispositifs prévisionnels de secours. Il existe quatre types d'agréments :
- A : opérations de secours ;
- B : actions de soutien aux populations sinistrées ;
- C : encadrement des bénévoles lors des actions de soutien aux populations sinistrées ;
- D : dispositif prévisionnel de secours.

Au 8 septembre 2023, on compte 15 associations agréées de sécurité civile au niveau national et deux au niveau interdépartemental :
- l'Association nationale des premiers secours (ANPS), agréments A à D ;
- le Centre français de secourisme (CFS), agréments A à D ;
- le Centre de documentation, de recherche et d'expérimentations sur les pollutions accidentelles des eaux (CEDRE), agrément A pour les pollutions aquatiques ;
- la Croix-Rouge française (CRF), agréments A à D ;
- la Fédération française de spéléologie (FFS) et sa commission technique « Spéléo Secours Français » (SSF), agrément A ;
- la Fédération française de sauvetage et de secourisme (FFSS), agréments A à D ;
- la Fédération nationale de protection civile (FNPC), agréments A à D ;
- la Fédération nationale des radioamateurs au service de la sécurité civile (FNRASEC), agrément A ;
- la Fédération des Secouristes Français Croix-Blanche (FSFCB), agréments A à D ;
- les Œuvres hospitalières françaises de l'ordre de Malte (ŒHFOM), agréments A à D ;
- le Secours catholique, agréments B et C ;
- la Société nationale de sauvetage en mer (SNSM), agréments A à D ;
- l'Union nationale des associations de secouristes et sauveteurs des groupes La Poste et Orange (UNASS), agréments A à D ;
- le Comité international du Bouclier bleu, agrément A : « protection des biens ou du patrimoine culturel au titre de l'ORSEC »[25] ;
- l'association Volontaires internationaux en soutien opérationnel virtuel (VISOV), agrément A « Réseaux de communication et transmissions »[26] ;
- l'Association Méditerranéenne de Secours et Aide-Radio - Groupe de Secours et de Transmissions (AMSAR-GST), agrément interdépartemental D ;
- l'ASSM 30 – Association interdépartementale pour la sécurité des sports mécaniques, agrément interdépartemental D.

Les bénévoles mobilisables dans les associations agréées de sécurité civile (AASC) (à savoir les bénévoles formés et susceptibles d’être rapidement opérationnels en cas de crise), représentent 57 000 personnes. En comptabilisant l’ensemble des adhérents, les associations nationales de sécurité civile peuvent compter sur près de 190 000 personnes.
Au titre de l'identification et de la reconnaissance, les associations agréées de sécurité civile peuvent utiliser, à toutes fins utiles, le signe distinctif international de la protection civile dans le cadre de leurs missions. Le signe distinctif international de la protection civile consiste en un triangle équilatéral bleu sur fond orange.

#### Agents de protection de la forêt méditerranéenne (APFM)

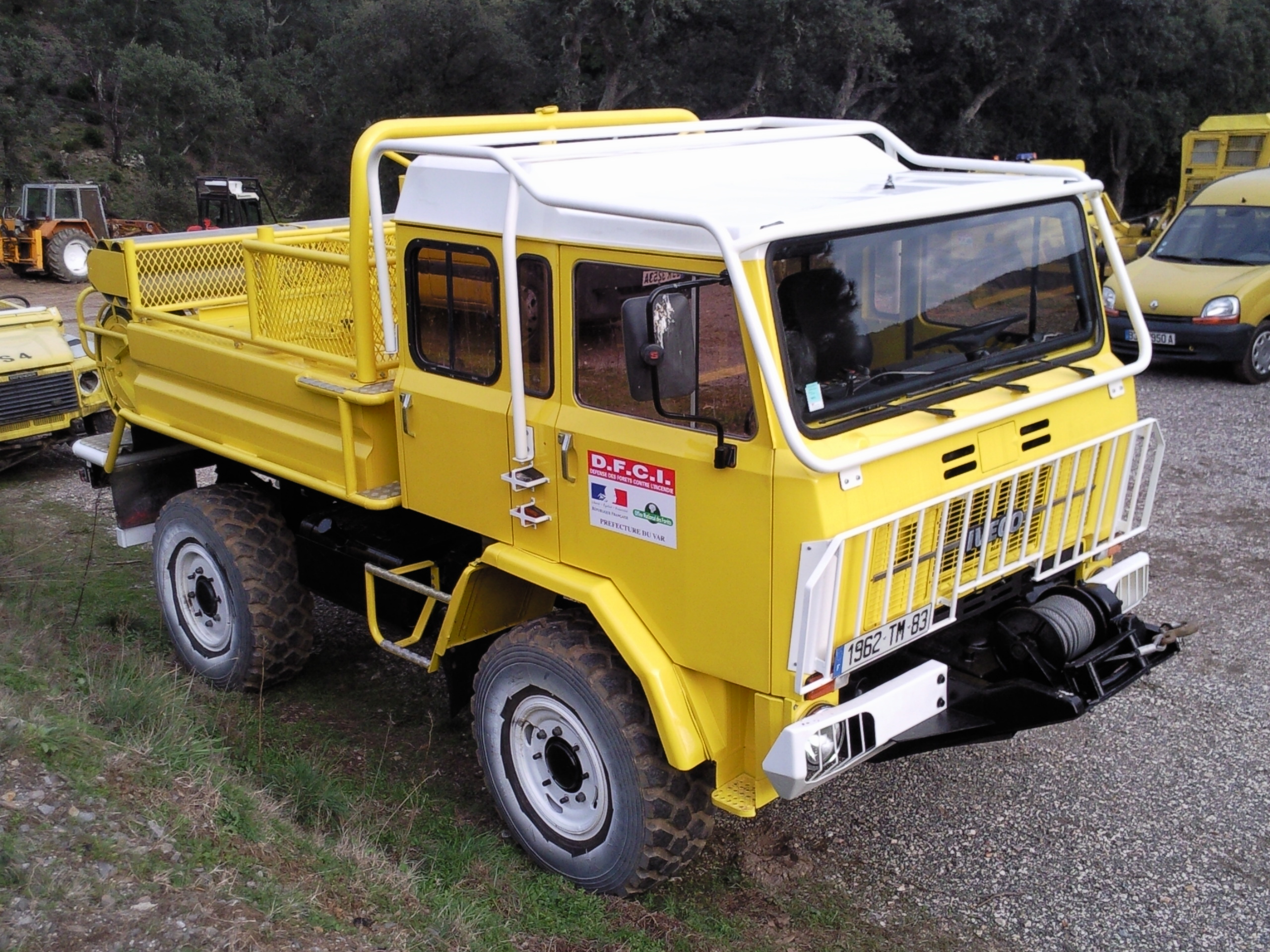
CCF 2000 litres (moyen) Iveco de la cellule de brûlages dirigés des APFM de l'Office national des forêts du Var, 2011.

Anciennement appelés auxiliaires de protection de la forêt méditerranéenne, les APFM sont des ouvriers forestiers spécialisés de l'Office national des forêts et sont disséminés dans les départements français à climat méditerranéen, à l'exception de la Corse.
Selon les départements (et les ententes locales avec les Services départementaux d'incendie et de secours), ils participent au dispositif de lutte contre les incendies de forêt (par exemple : dans le Var où avec les agents de l'ONF, ils assurent des patrouilles armées, une cellule de contrefeu tactique, l'enquête sur les feux de forêt ou encore des attaques avec engins de génie forestier), mais d'une manière générale sont toujours partie prenante du volet prévention appelé aussi défense de la forêt contre les incendies (DFCI).
À ce titre, ils participent à la création et l'entretien des accès stratégiques, des points d'eau, des coupures de combustible par brûlages dirigés ou débroussaillement mécanique.

#### Forestiers-sapeurs

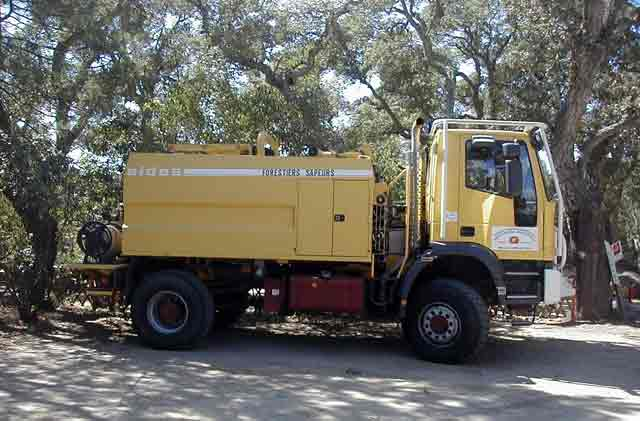
Camion-citerne feu de forêt 6000 litres Iveco des forestiers-sapeurs de la Corse-du-Sud en 2001.

Les forestiers-sapeurs (à ne pas confondre avec les sapeurs-forestiers qui étaient des forestiers des eaux et forêts mobilisés dans le génie militaire pendant la Seconde Guerre mondiale) sont du personnel des conseils départementaux et non de l'Office national des forêts qui les encadrait au début de leur création. Il y en a environ 700 en France (180 dans les Alpes-Maritimes, 25 en Ardèche, 120 dans les Bouches-du-Rhône, 100 en Corse-du-Sud, 100 en Haute-Corse, 120 dans l’Hérault et 70 dans le Var).
Selon les départements (et les ententes locales avec les services départementaux d'incendie et de secours), ils participent ou pas au dispositif de lutte contre les incendies de forêt (comme en Corse), mais d'une manière générale sont toujours partie prenante du volet prévention (création et entretien des accès stratégiques, points d'eau, coupures de combustible, etc.).

#### Brigade de sapeurs-pompiers de Paris (BSPP)

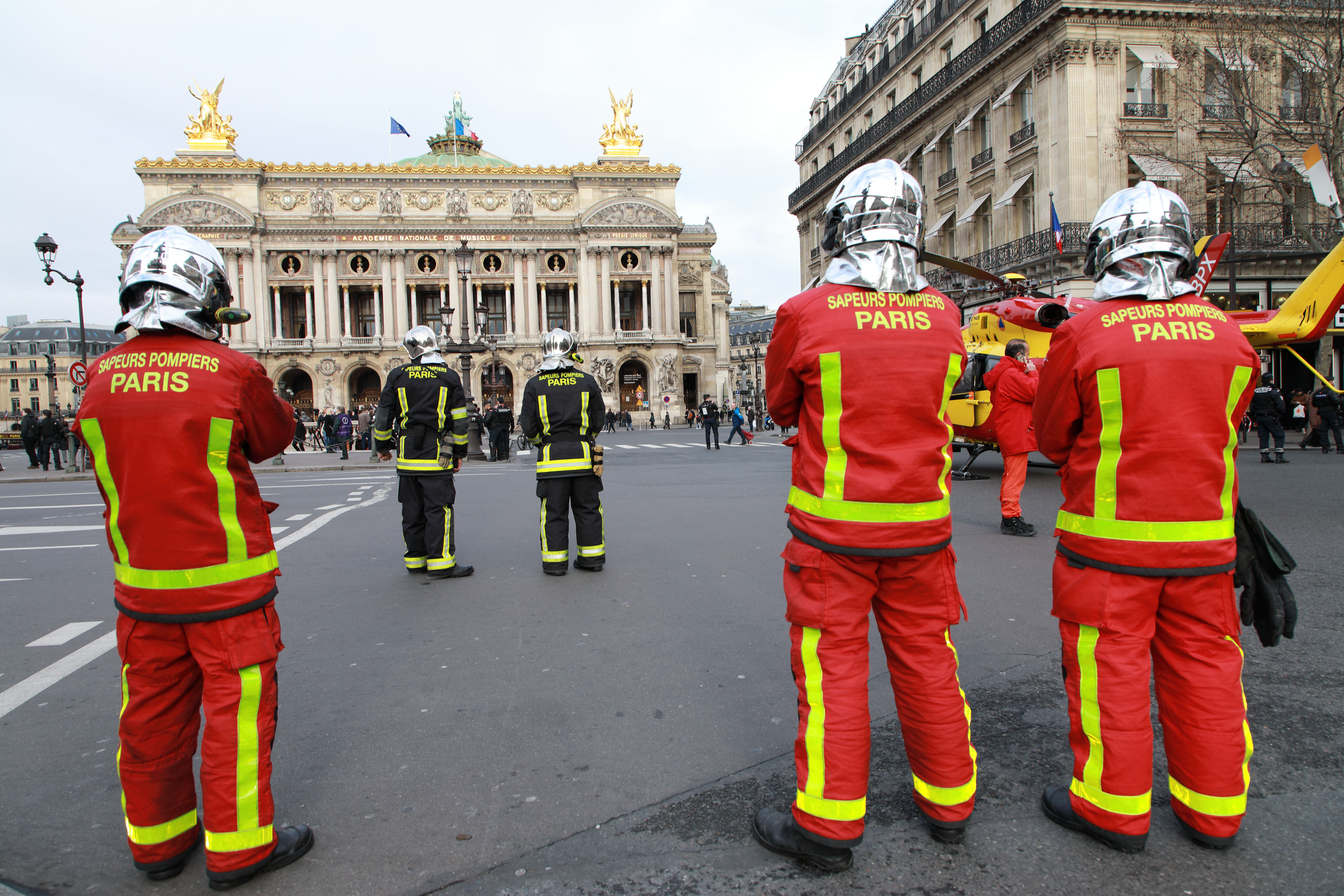
Diverses tenues d'intervention de la BSPP. Place de l'Opéra, Paris 12 janvier 2019. Noter l'hélicoptère H145 de la Sécurité civile, très rarement autorisé à se poser dans Paris.

La brigade de sapeurs-pompiers de Paris dépend de la préfecture de police de Paris (PP). Les 8 000 hommes et femmes qui y exercent sont tous des militaires.

#### Bataillon de marins-pompiers de Marseille (BMPM)
Le bataillon de marins-pompiers de Marseille dispose de 2 400 militaires dans ses rangs. Ces militaires appartiennent à la Marine nationale.

#### Comités communaux des feux de forêt (CCFF) - Réserves communales de sécurité civile (RCSC)

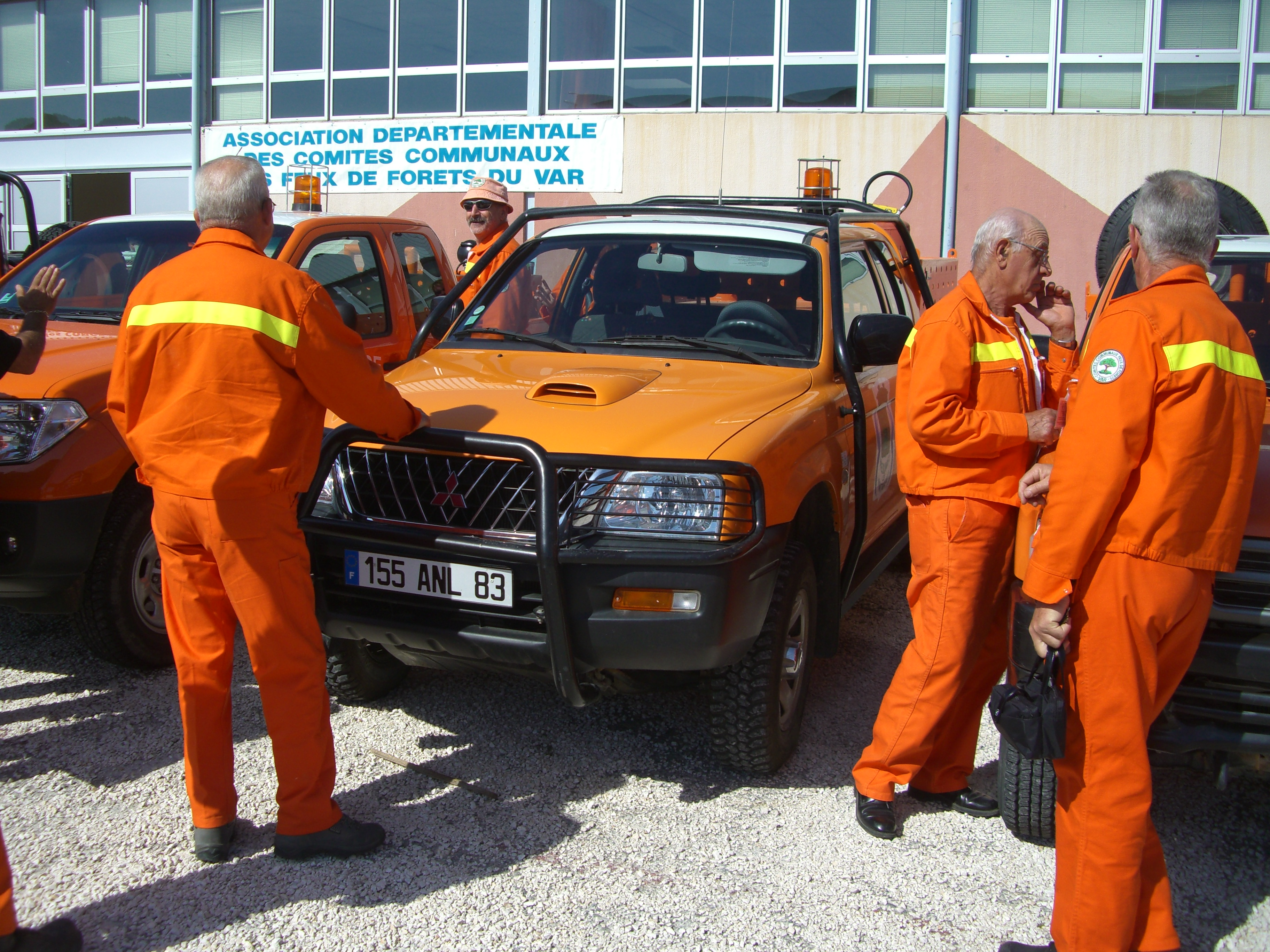
Bénévoles des comités communaux des feux de forêt discutant devant des véhicules de patrouille lors de l'assemblée générale des CCFF du Var en 2007.

Les CCFF sont des bénévoles (souvent d'anciens pompiers, forestiers ou chasseurs) qui sont équipés par les communes pour aider aux patrouilles de prévention contre les feux de forêts ou pour guider les moyens de lutte.
Depuis les années 2000, l'article L. 1424-8-1 et suivants du CGCT ouvre la possibilité aux communes de créer une « réserve communale de sécurité civile » dans le respect de leurs compétences ordinaires. Il s'agit d'anticiper des situations de crise qui pourraient excéder les capacités de mobilisation ordinaires de la commune en sollicitant une plus large part de la population. Dans ce cadre, un engagement d'une durée d'un à cinq ans peut être signé par tout habitant désirant apporter ses moyens et compétences dans ces circonstances. Il s'engage par là également à participer aux actions préventives menées dans ce cadre et vers cet objectif.

### Agence du numérique de la sécurité civile (ANSC)
L’agence du numérique de la sécurité civile est un établissement public administratif de l’État créée par décret du 8 octobre 2018, et placé sous la tutelle du ministre chargé de la sécurité civile. L'ANSC a pour mission principale la réalisation du système d’information unifié des sapeurs-pompiers sur l’ensemble du territoire national. Elle agit comme prestataire de services de l’État, des services d'incendie et de secours et de tout organisme public ou privé chargé d'une mission de service public dans le domaine de la sécurité civile. 
Le système d’information et de commandement unifié « NexSIS 18-112 », a pour finalité de  permettre aux services d’incendie et de secours de traiter les alertes provenant  des numéros d’urgence (18 et 112) et les autres types de communication d’urgence). L'Agence  participe à la définition et l’évolution des normes relatives au traitement des alertes et aux systèmes de gestion de l’urgence. Elle collecte et distribue des données liées au fonctionnement des systèmes d'information.

## Coordination nationale et organisation des secours

### Coordination nationale
La France est divisée en différents niveaux territoriaux (local, départemental, zonal, national) pour l’organisation des secours lors de crise ou d’événement grave (séisme, explosion d’usine, feux de forêts, etc.). Ces différents niveaux disposent tous de structures de commandement permettant aux autorités respectives d’être informées et d’exercer les fonctions qui leur sont dévolues en temps de crise (direction des opérations, coordination…) :
- niveau local, avec les maires et leurs Postes de commandement communaux (PCC), temporaires et déployables en temps de crise ;
- niveau départemental, avec les préfets de département, s'appuyant sur : 
  - le Centre opérationnel départemental (COD), qui est le centre de crise en préfecture sur lequel s’appuient les préfets de département en situation de crise. Son rôle est notamment de rassembler les informations qui remontent du terrain pour permettre au préfet d'assurer son rôle de Directeur des Opérations. En fonction de la situation, le COD peut être amené à se réunir sous un format ne comportant que du personnel de préfecture, ou au contraire à monter en puissance en rassemblant l'ensemble des acteurs de la sécurité civile, la police et la gendarmerie, les services de l'Etat concernés et des représentants des collectivités[32].
  - leurs Postes de commandement opérationnels (PCO), temporaires et déployables au plus près du lieu d'action en temps de crise et présidé par un membre du corps préfectoral ;
  - leurs services préfectoraux chargés de mettre en œuvre la politique de sécurité civile au niveau du département, nommés Service interministériel de défense et protection civile (SIDPC) ou Service interministériel des affaires civiles et économiques de défense et de protection civile (SIACEDPC) ;
- niveau zonal, avec les préfets de zone et leurs centres opérationnels de zone (COZ) ;
- niveau national, avec le Gouvernement,
  - son Centre opérationnel de gestion interministérielle des crises (COGIC)[N 2], situé place Beauvau à Paris
  - son Centre interministériel de crise (CIC), temporaire et déployable en temps de crise, sur décision du ministre de l'Intérieur.

### Organisation des secours
Par sa proximité, la commune est le premier niveau d’organisation pour faire face à un événement. Elle s’intègre dans un dispositif comprenant trois autres niveaux : départemental, zonal et national. L’État peut faire monter en puissance le dispositif par le déploiement de moyens spécifiques ou complémentaires. Dans tous les cas, l’interlocuteur du maire est le préfet du département.
La réponse aux situations d'urgence exige la mobilisation rapide de tous les moyens publics et privés et leur coordination efficace sous une direction unique. Ainsi, la direction des opérations de secours repose, dans le cas général le plus fréquent, sur le maire au titre de ses pouvoirs de police. La police municipale comprend notamment « le soin de […] faire cesser les accidents et fléaux, tels que les incendies, les inondations, les éboulements de terre, les pollutions diverses […], de pourvoir d'urgence à toutes les mesures d'assistance et de secours et s'il y a lieu, de provoquer l'intervention de l'administration supérieure ». Il appartient donc au maire de diriger les secours et de rendre compte de son action au préfet de département.
Le cas échéant, l'État, par l'intermédiaire du préfet de département, prend la direction des opérations de secours. Le préfet prend la direction des opérations de secours quand :
- le maire ne maîtrise plus les événements ou qu'il fait appel au préfet ;
- le maire s'étant abstenu de prendre les mesures nécessaires, le préfet se substitue à lui, après mise en demeure et après que celle-ci est restée sans résultat ;
- le problème concerne plusieurs communes du département ;
- l'événement entraîne l'activation du dispositif ORSEC ;
- la gravité de l'événement tend à dépasser les capacités locales d'intervention.

Lorsque le préfet prend la direction des opérations de secours, le maire assume toujours, sur le territoire de sa commune, la responsabilité de la mise en œuvre des mesures de sauvegarde vis-à-vis de ses administrés (alerte, évacuation, etc.), ainsi que des missions que le préfet peut être amené à lui confier (par exemple, l'accueil de personnes évacuées d'une autre commune).
Si l'événement dépasse les limites ou les capacités d'un département, le préfet de zone intervient dans la conduite des opérations lorsque c'est nécessaire. Les situations nécessitant la collaboration de plusieurs zones de défense sont gérées par le gouvernement lui-même.

## Moyens

### Moyens humains
La DGSCGC emploie environ 3 000 personnels civils et militaires répartis sur 80 sites en France hexagonale et ultramarine (sapeurs-sauveteurs, personnels des moyens aériens, démineurs, personnels de soutien opérationnel et logistique).
Au 31 décembre 2023, les services départementaux d'incendie et de secours (SDIS) comptent 256 000 sapeurs-pompiers dont 43 400 sapeurs-pompiers professionnels (17%), 200 000 sapeurs-pompiers volontaires (78%) et 13 000 militaires (5%).
Les bénévoles des associations agréées de sécurité civile (AASC) représentent 200 000 personnes.

### Moyens financiers
Les crédits publics globaux consacrés à la Sécurité civile s'élèvent à environ 6,3 milliards d'euros en 2018. Ce coût global de la Sécurité civile, rapporté à l'ensemble de la population française, représente environ 95 euros par an et par habitant.
En 2018, les services départementaux d'incendie et de secours (SDIS), la brigade de sapeurs-pompiers de Paris (BSPP) et le bataillon de marins-pompiers de Marseille (BMPM) représentent 85 % du budget public global de la Sécurité civile soit 5,4 milliards d'euros. En moyenne, les SDIS sont financés à hauteur de 42 % par les communes et les établissements publics de coopération intercommunale (EPCI), de 34 % par les départements et, indirectement par l'intermédiaire de la fraction de la taxe spéciale sur les conventions d'assurances versée aux départements, de 24 % par l'État.
Suivant les départements, le coût par habitant d'un service départemental d'incendie et de secours varie entre 52 et 151 euros. Les dépenses de personnel représentent 82 % des dépenses de fonctionnement des SDIS. Pour la Cour des Comptes, ce taux atteint 83,7 % avec une masse salariale de l'ordre de 3,4 milliards d'euros pour les SDIS en 2017 . Les dépenses d'investissement des SDIS représentent 772 millions d'euros (matériel d'incendie et dépenses d'équipement, construction de centres de secours, etc.).
La Sécurité civile dispose également de crédits dans le budget général de l'État, correspondant notamment au programme budgétaire 161 « Sécurité civile » d'un montant de 515 millions d'euros en 2018, soit 8 % du coût global de la Sécurité civile. Ce programme budgétaire du ministère de l'intérieur qui finance notamment les moyens nationaux de la Sécurité civile est placé sous la responsabilité de la DGSCGC. Au sein du budget de l'État, des financements annexes complètent les crédits du programme 161 dont la majeure partie est portée par le ministère de la transition écologique et solidaire : politiques publiques de prévention des risques, d'expertise géographique et météorologique ou d'affaires maritimes contribuant à la politique transversale de Sécurité civile pour un montant estimé à 464 millions d'euros (soit 7 % du total) en 2018.